# Находка
Нахо́дка — город в Приморском крае России. Административно входит в Находкинский городской округ. Население — 133 859 чел. (2025), третий по величине город Приморья. С 1993 года отмечается устойчивое снижение численности населения.
Расположен на полуострове Трудный у берегов залива Находка Японского моря, в 166 км юго-восточнее Владивостока (по автодороге), самый южный город на востоке России. Большая часть города отделена от моря портами. Историческую застройку старых районов города составляют «сталинки».
Экономика узко специализирована на портово-транспортном комплексе. Переработка грузов в морском порту Находка, судоремонт, рыболовство и рыбопереработка. Находкинский железнодорожный узел связан веткой с Транссибом. В 20 км от Находки — глубоководный порт Восточный; конечная точка нефтепровода ВСТО.
Основан как гидрографический пост в 1864 году. Строительство города-порта было связано с планом советского руководства по переносу морского порта из Владивостока в бухту Находка. Усилиями заключённых ГУЛАГа в 1947 году открыт порт, в 1950 году посёлку присвоен статус города.

## Этимология

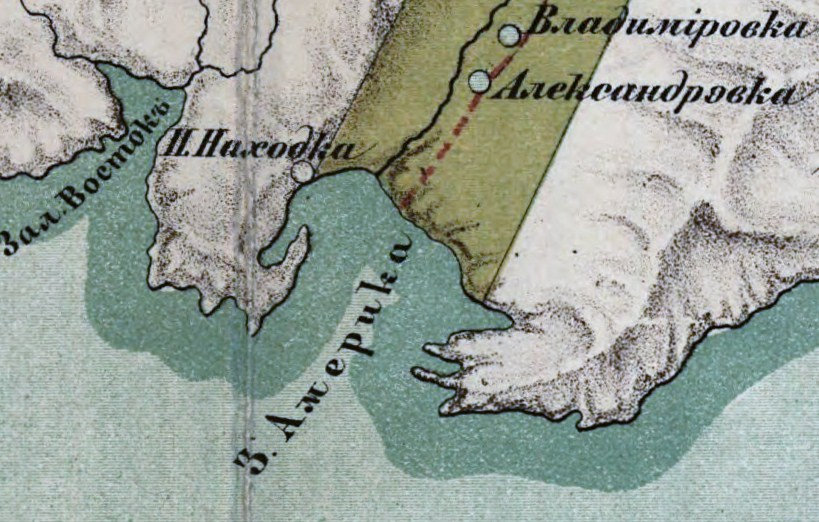
Пост Находка, 1870 год

Название города Находки (с 1940 по 1950 год — одноимённого посёлка) происходит от имени расположенной рядом бухты Находка, открытой русскими моряками летом 1859 года. По легенде, увидев ранее неизвестную бухту, один из моряков корвета «Америка» воскликнул: «Вот это находка!». Из записи в штурманском журнале корвета «Америка», 18 июня 1859 года: «Открытая бухта не означена на карте, а посему ей присваивается название гавань Находка».
Со смертью Сталина 12 марта 1953 года из Владивостока в Москву была отправлена телеграмма с просьбой от имени «моряков-дальневосточников» переименовать город Находка в город Сталиноморск (а залив Америка — в залив Сталиноморский).
По правилам русского языка наименование города женского рода склоняется, если топоним имеет русское происхождение и оканчивается на «а». Правильно: в городе Находке (в городе Москве). Широко распространённый вариант в городе Находка не соответствуют литературной норме. Слово «город» (равно как и сокращение «г.») вместе с названием города рекомендуется использовать ограниченно (в официальных текстах). Таким образом, общеупотребительным вариантом является: в Находке (в Москве). А. Коптяева называла Находку «портовым филиалом» Владивостока. В региональных средствах массовой информации город часто называют «город-порт Находка», «портовый город Находка».

## Физико-географическая характеристика

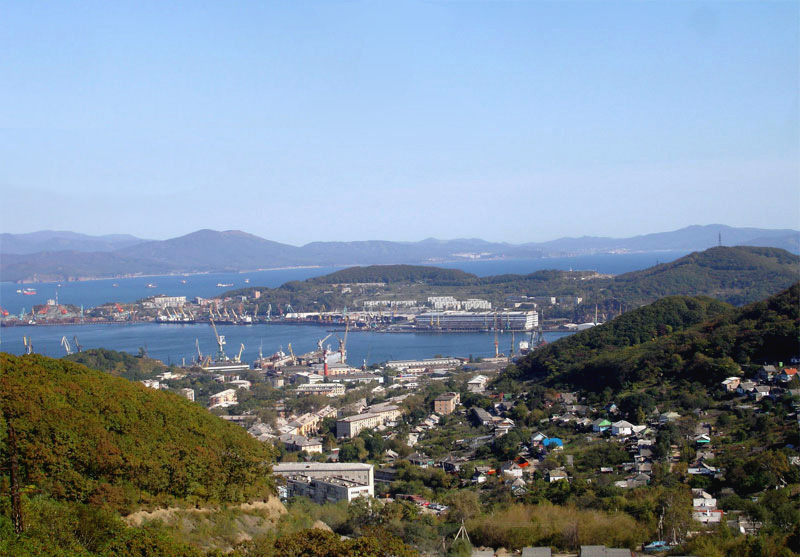
Ландшафт Находки

Город простирается на 20 км вдоль залива и бухты Находка — от устья реки Партизанской до мыса Астафьева, и занимает территорию полуострова Трудный, с трёх сторон окружённого морем. Находка — самый южный город на востоке России; он южнее Владивостока и Сочи, и находится на одной широте с такими зарубежными городами как Бишкек, София и Бостон. Примечательная деталь — Находка примерно на 250 км южнее Краснодара и настолько же севернее Нью-Йорка, однако её климат заметно холоднее чем в этих городах.
Северная часть города расположена в долине Сучана, центральная и южная части раскинулись на сопках. Самая высокая точка на полуострове — гора Крестовая, 376 м. Горы Брат (242 м) и Сестра (318 м) являются визитной карточкой Находки. Они представляют собой древние рифы и имеют форму пирамид. Между Братом и Сестрой возвышается холм Племянник высотой 144 м. На горе Брат с 1973 по 1982 год осуществлялась добыча известняка низкой прочности для строительства порта, для чего верхняя часть горы была срезана на 79 метров. С вершины Сестры открывается панорамный вид на залив и живописную долину Сучана.
В физико-географическом районировании Находка расположена в Южно-Приморской горно-долинной провинции. Среди ландшафтов преобладает низкогорье с широколиственной растительностью, также встречаются речные долины с лиственными лесами (северная часть города) и прибрежные равнины с луговой, кустарниковой растительностью (юг полуострова Трудный). Почвы: поймозёмы слоистые и остаточные. Леса широколиственные и дубовые. В июле цветёт до 10 поллинозоопасных видов растений, включая полынь. Район повышенной сейсмической опасности с возможными землетрясениями интенсивностью до 8 баллов. Вблизи города в меридианном направлении простираются Восточно-Партизанский и Западно-Партизанский региональные тектонические разломы.

### Гидрография

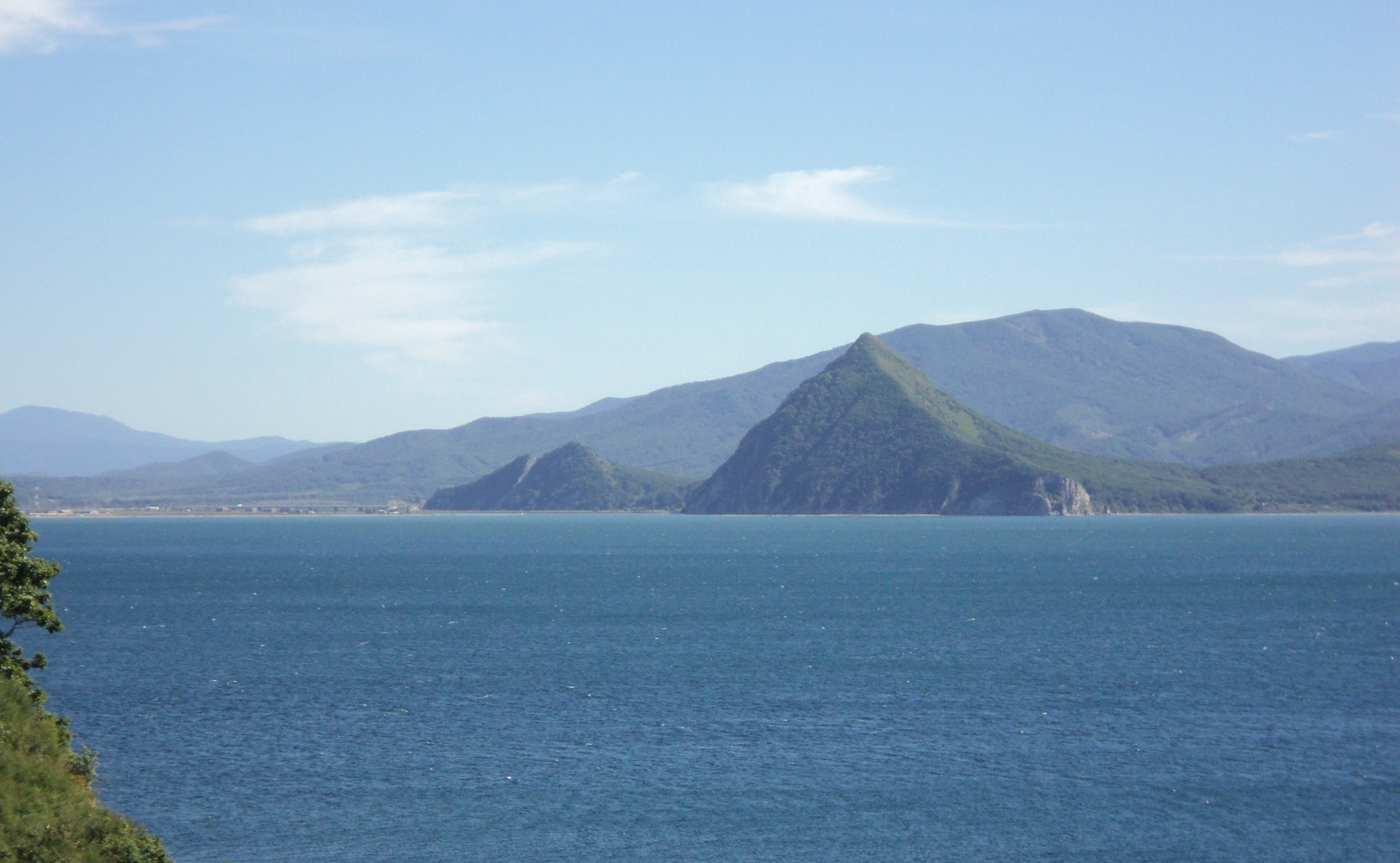
Залив Находка и сопка Сестра

Вдоль главного проспекта протекает река Каменка. В черте города находятся озёра Солёное, Лебяжье, Рица. Залив Находка включает закрытые бухты — Находка, Врангеля, Козьмина и Новицкого, в которых расположены портовые терминалы. Зимой залив, за исключением бухты Находка, практически не замерзает. На выходе из залива располагается остров Лисий, на котором в 1937—1945 годы находилась лагерная зона. Сегодня остров необитаем и отнесён к памятникам природы. В заливе Восток находится единственный в России морской заказник. Среди берегов преобладают абразионные, включающие уступы различной высоты (до 110 метров у мыса Пассека на полуострове Трудный). Морская фауна разнообразна: в местных водах водится трепанг, гребешок, устрицы, песчанка, крабы, креветки. В ноябре 2010 года в окрестностях Южного микрорайона был замечены следы тигра. Побережье полузакрытых заливов Находка и Восток в наименьшей мере подвержено воздействию цунами. Так 26 мая 1983 года высота волн цунами в заливе Находка достигала 3—4 метров.
В пределах города действует 9 зон организованного купания, 11 в Ливадии и 1 во Врангеле. Пляжи в основном песчаные, встречаются также галечные и пляжи с белым песком (бухта Рифовая). 22 пляжные зоны сдаются в аренду предпринимателям, включая городской пляж «Волна». Действует 32 базы отдыха (7 из которых работают круглогодично), 1 санаторий, 12 детских лагерей и 8 палаточных лагерей. 24 пляжные зоны Находки способны принимать до 230 тысяч отдыхающих единовременно. Поток туристов в летние месяцы 2009 года, по оценке местных властей, достиг 200 тысяч человек. Приезжие из Хабаровского края и Амурской области на собственных автомобилях часто отдыхают «дикарями», образуя вдоль берега многокилометровые палаточные городки.

### Климат

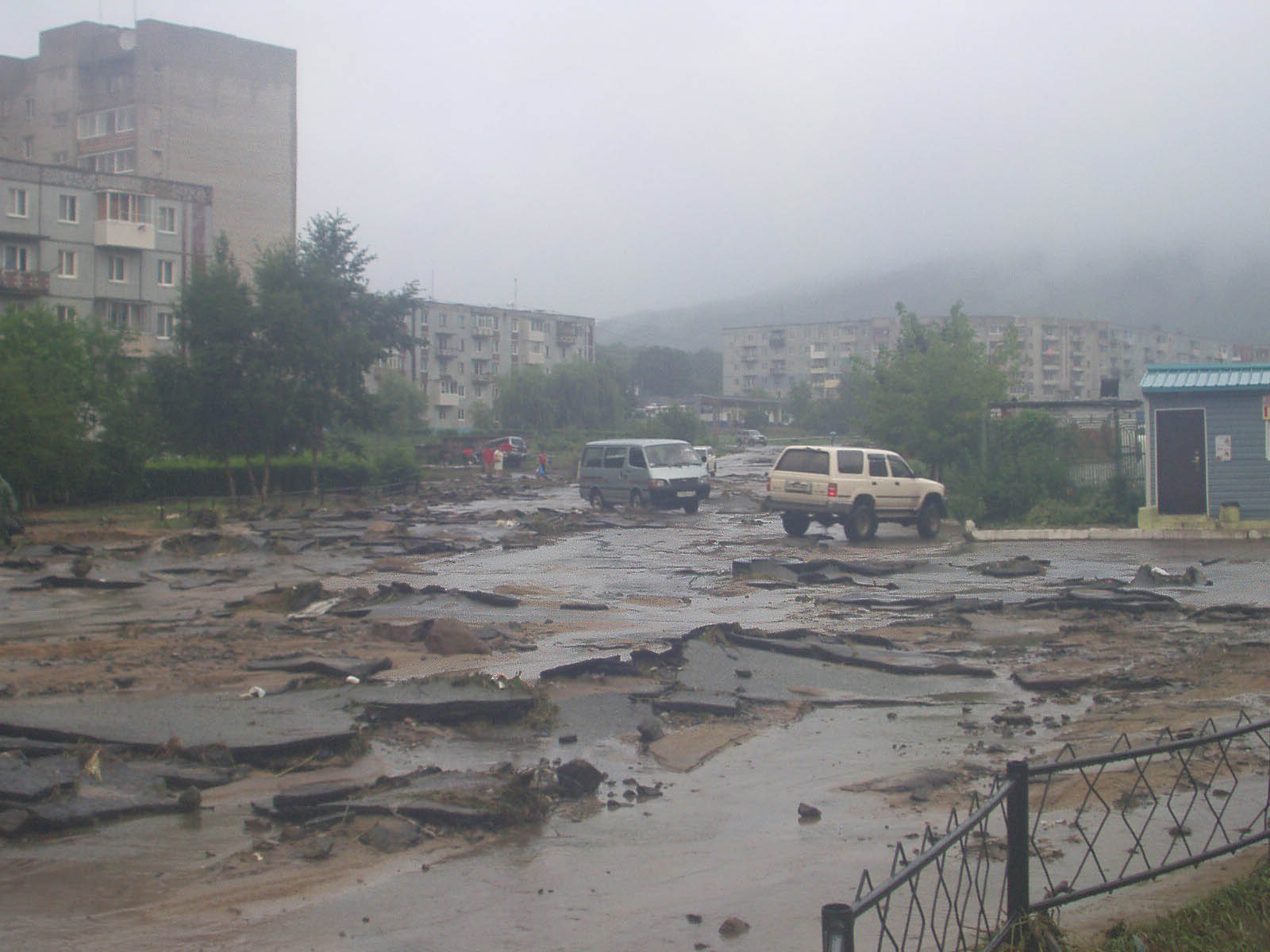
Последствия тайфуна 2008 года

Климат Находки умеренный муссонный. Зимний муссон представляет собой перенос холодного континентального воздуха с материка на море. В результате устанавливается морозная, малооблачная погода с небольшим количеством осадков и преобладанием ветров северного и северо-западного направлений со скоростью 1—7 м/сек. Зимой бывает от одного до нескольких дней в месяц с сильным ветром, который способствует существенному понижению температуры по показателю жёсткости погоды. Находка расположена в 5-й зоне морозостойкости. Нормативная глубина промерзания грунта 142 см.
Весна затяжная и прохладная. В тёплое время года преобладают южные и юго-восточные ветры, дующие со скоростью до 5 м/с и усиливающиеся при прохождении тайфунов. Летний муссон действует с июня по август. В первой половине лета до середины июля идёт вынос воздушных масс с Охотского моря, что приводит к прохладной, пасмурной погоде с туманами и моросящим дождём. С середины июля устанавливается тёплая и солнечная погода. В этот период за счёт поступления с юга влажного морского воздуха формируется облачность местного происхождения: наиболее плотная облачность, низко нависающая над городом, обычно наблюдается в ночные часы; к полудню облака поднимаются и быстро рассеиваются. В июле относительная влажность воздуха достигает 90—95 %. В августе на город нередко обрушиваются тропические циклоны — тайфуны, возникающие в районе Марианских и Каролинских островов Тихого океана, в результате чего в течение 1—2 дней выпадает месячная норма осадков.
В заливах и бухтах Находки под воздействием ветра, речного стока, приливов и отливов формируется автономная циркуляция вод. Холодное течение не оказывает на эти акватории значительного воздействия. Вода у поверхности на пляжах в августе прогревается до +24 °C. Пляжный сезон открывается в середине июня и длится до начала сентября. Осень в Находке тёплая, сухая, с преобладанием ясной, солнечной погоды. В отдельные годы тёплая погода держится до конца ноября.
Согласно руководящим указаниям Всемирной метеорологической организации, необходимо рассчитывать две климатические нормы, при условии наличия данных: климатологическую стандартную и опорную. Климатологическая стандартная норма обновляется каждые десять лет, опорная норма охватывает период с 1961 г. по 1990 г..
- Абсолютный максимум: 36,0 °С.
- Абсолютный минимум: −25,9 °С.
- Среднегодовая скорость ветра — 3,3 м/с
- Среднемесячная влажность воздуха — от 54 % зимой до 87 % в июле[22].

| Показатель                            | Янв. | Фев. | Март | Апр. | Май  | Июнь | Июль | Авг. | Сен. | Окт. | Нояб. | Дек. | Год |
| ------------------------------------- | ---- | ---- | ---- | ---- | ---- | ---- | ---- | ---- | ---- | ---- | ----- | ---- | --- |
| Средняя температура, °C               | −9,3 | −6,1 | −0,2 | 6,1  | 10,9 | 14,9 | 19,2 | 21,0 | 16,8 | 9,6  | 0,5   | −7,4 | 6,3 |
| Норма осадков, мм                     | 11   | 18   | 30   | 34   | 78   | 67   | 135  | 152  | 92   | 63   | 38    | 28   | 746 |
| Источник: ФГБУ «Гидрометцентр России» |      |      |      |      |      |      |      |      |      |      |       |      |     |

| Показатель           | Янв. | Фев. | Март | Апр. | Май | Июнь | Июль | Авг. | Сен. | Окт. | Нояб. | Дек. |     |
| -------------------- | ---- | ---- | ---- | ---- | --- | ---- | ---- | ---- | ---- | ---- | ----- | ---- | --- |
| Температура воды, °C | −1,4 | −1,4 | 0,0  | 3,3  | 7,8 | 12,5 | 17,2 | 19,8 | 17,1 | 10,5 | 4,5   | 0,5  | 7,5 |
| Источник: ЕСИМО      |      |      |      |      |     |      |      |      |      |      |       |      |     |

| Показатель                                                   | Янв. | Фев. | Март | Апр. | Май  | Июнь | Июль | Авг. | Сен. | Окт. | Нояб. | Дек. | Год |
| ------------------------------------------------------------ | ---- | ---- | ---- | ---- | ---- | ---- | ---- | ---- | ---- | ---- | ----- | ---- | --- |
| Средняя температура, °C                                      | −9,4 | −6,3 | 0,4  | 6,3  | 11,3 | 14,9 | 19,8 | 21,3 | 17,1 | 9,6  | 0,7   | −7,6 | 6,5 |
| Источник: Погода и Климат (компиляция данных с метеостанции) |      |      |      |      |      |      |      |      |      |      |       |      |     |

### Экология
Основными загрязнителями атмосферного воздуха города являются выхлопные газы автомобилей, не оснащённые системами фильтрации городские котельные, а также угольная пыль, которая разносится ветром с терминалов порта. Среднегодовые концентрации бензпирена в 2012 году превысили допустимую норму в 1,4 раза (для сравнения, во Владивостоке — в 2,5 раза), концентрации диоксида азота были в норме. С 1990-х годов над южными районами Дальнего Востока стали регулярно выпадать кислотные осадки, которые приносят с собой циклоны из Жёлтого моря. С 2007 года, с ростом перевалки угля в морском порту, отмечается сильное загрязнение частицами угля морской акватории и атмосферы города, оказавшегося на грани экологической катастрофы.

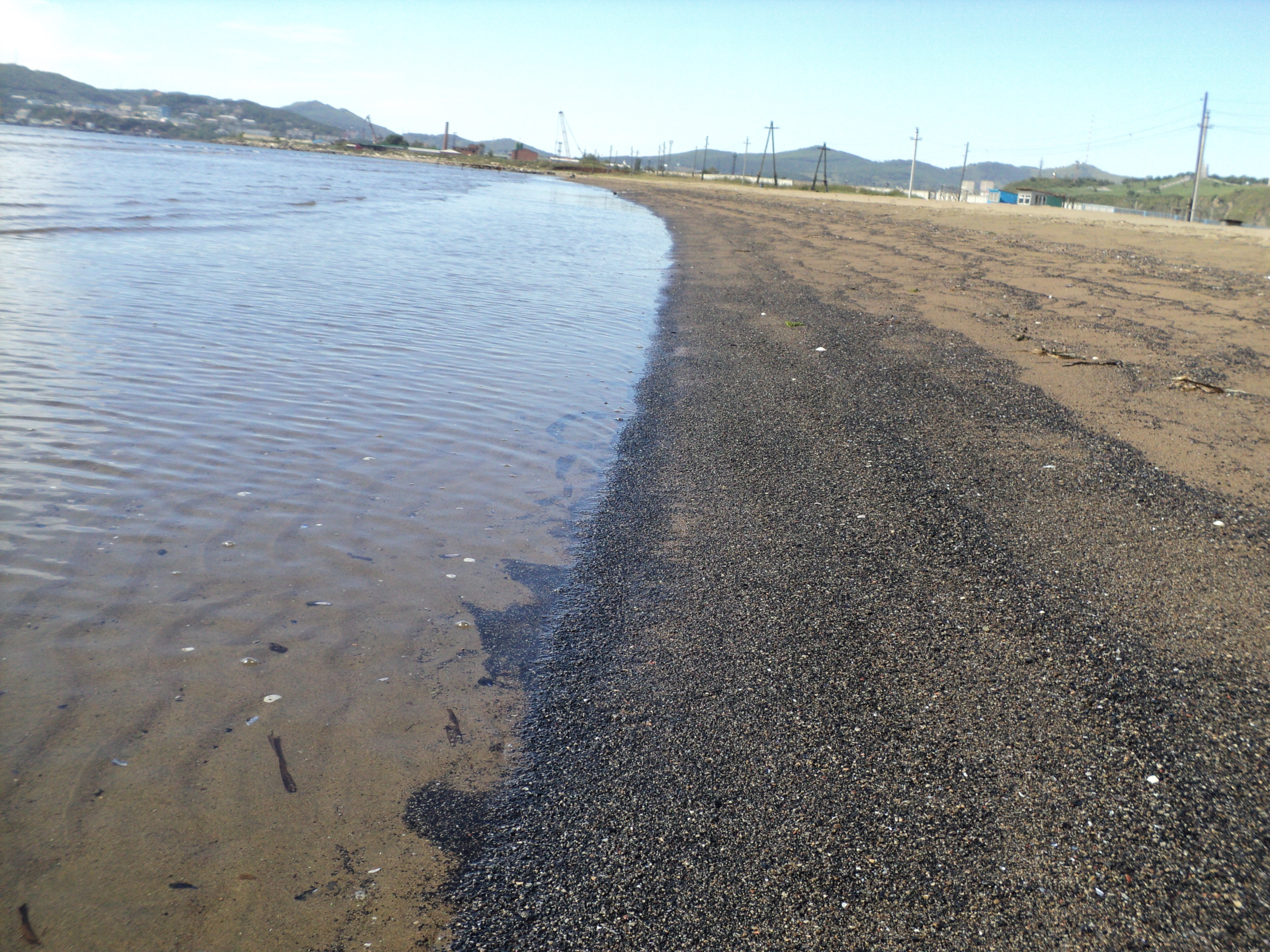
Городской пляж «Волна», загрязнённый углём

Напряжённая экологическая ситуация сложилась в заливе Находка. Основными источниками загрязнения залива являются: сброс сточных вод, несанкционированный сброс нефтепродуктов и стоков кораблей, а также сток реки Партизанской. Экология северной полосы залива Находка — от бухты Находка целиком до устья реки Партизанской включительно — оценивается как катастрофическая. Такая же ситуация сложилась в бухтах Новицкого и Врангеля. В заливе Восток кризисная экологическая ситуация присутствует лишь в бухте Гайдамак. В бухтах Козина и Анна экологическая ситуация удовлетворительная. Ухудшение экологической ситуации оказывает влияние на морскую фауну: количество аномалий среди мидий в заливе Находка достигает 90 %. Тяжёлыми металлами наиболее загрязнены воды бухты Находка и устье реки Партизанской. Аномальные по содержанию осадки цинка, хрома, кобальта, железа и никеля концентрируются в бухте Находка у причалов «Приморского завода», в северной части залива в месте рейдовой стоянки судов, а также вблизи устья реки Партизанской. По состоянию на 2006 год треть всех стоков города сливалось неочищенными в бухту Находка. В 2008—2010 годы был частично перекрыт сброс стоков в реку Каменку и проведены работы по очистке её русла. Переключён открытый сброс стоков в озеро Солёное на канализационные очистные сооружения города. Планируется переключение открытых сбросов в акваторию бухты Находка других районов города. В Ливадии канализационные стоки сбрасываются в море без очистки.
По данным МАГАТЭ, в районе № 9 Японского моря примерно в 100 км южнее Находки с 1966 по 1992 год СССР и Россией производилась основная утилизация твёрдых и жидких радиоактивных отходов на Тихом океане общей активностью 483 ТБк. В 1993 году российские военные были уличены в сбросе в этом же районе 900 тонн жидких радиоактивных отходов.
Находка отнесена ко второй группе гражданской обороны в зоне возможных сильных разрушений и опасного радиоактивного загрязнения. На территории городского округа имеется 67 убежищ общей вместимостью 45 тысяч человек.
Санитарно неблагополучная обстановка сложилась в кварталах частного сектора, где никогда не существовало организованного вывоза бытового мусора и на прилегающих территориях образовались стихийные свалки. По состоянию на 2011 год из примерно 5000 владельцев частных домов договоры на вывоз мусора заключили всего 70 человек. В 2006 году был открыт новый полигон ТБО и начаты работы по рекультивации необорудованной городской свалки, длительная эксплуатация которой повлекла загрязнение окружающей среды. Проект «Приморский нефтеперерабатывающий завод мощностью 20 млн тонн в год» в пади Елизарова залива Восток в марте 2010 года был признан Ростехнадзором не соответствующим экологическим требованиям, начатое строительство завода было остановлено.

## История
На территории современного города обнаружены следы поселений железного века, относящихся к янковской археологической культуре. Плотные нагромождения раковин образуют длинный вал, тянущийся вдоль берега моря на сотни метров. На берегах озера Лебединого, бухт Находка, Тунгус, Прозрачная и других, а также под сопкой Брат и в пещере сопки Племянник найдены остатки поселений людей каменного и железного веков, к настоящему времени частично или полностью разрушенные.

### XIX век
21 августа 1855 года залив Находка посетил корабль английского флота «Барракуда», исследовавший залив Петра Великого на пути из Татарского пролива в Японию. Ранее неизвестный залив был назван англичанами заливом Горнет. По возвращении из плавания офицер «Барракуды» Джон Тронсон в 1859 году издал книгу, в которой так описывал открытую местность: «Ранним утром 21 августа мы достигли залива Горнет, который оказался слишком открыт ветрам, чтобы стать там на якорь. В закрытых от ветра бухточках и вдоль побережья лежат очень плодородные земли. В глубине бухты видны немногочисленные татарские дома…»
17 июня 1859 года пароход-корвет «Америка», на борту которого находился генерал-губернатор Восточной Сибири Н. Н. Муравьёв-Амурский, следовал к российским берегам. Показалась земля. Обогнув скалистый мыс, судно зашло в воды неизвестного залива. Стоял густой туман, затруднявший видимость, моросил дождь. Корабль медленно прошёл вглубь залива, держась на расстоянии двух миль от берега, недалеко от сопки Сестры стали на якорь. На следующий день — 18 июня 1859 года штурманом Красильниковым была сделана историческая запись в вахтенном журнале:
В 6 часов утра снялись с якоря и пошли к осмотру берега, заметив углубление, открыли бухту. По приказу его сиятельства бухта названа Находкой.

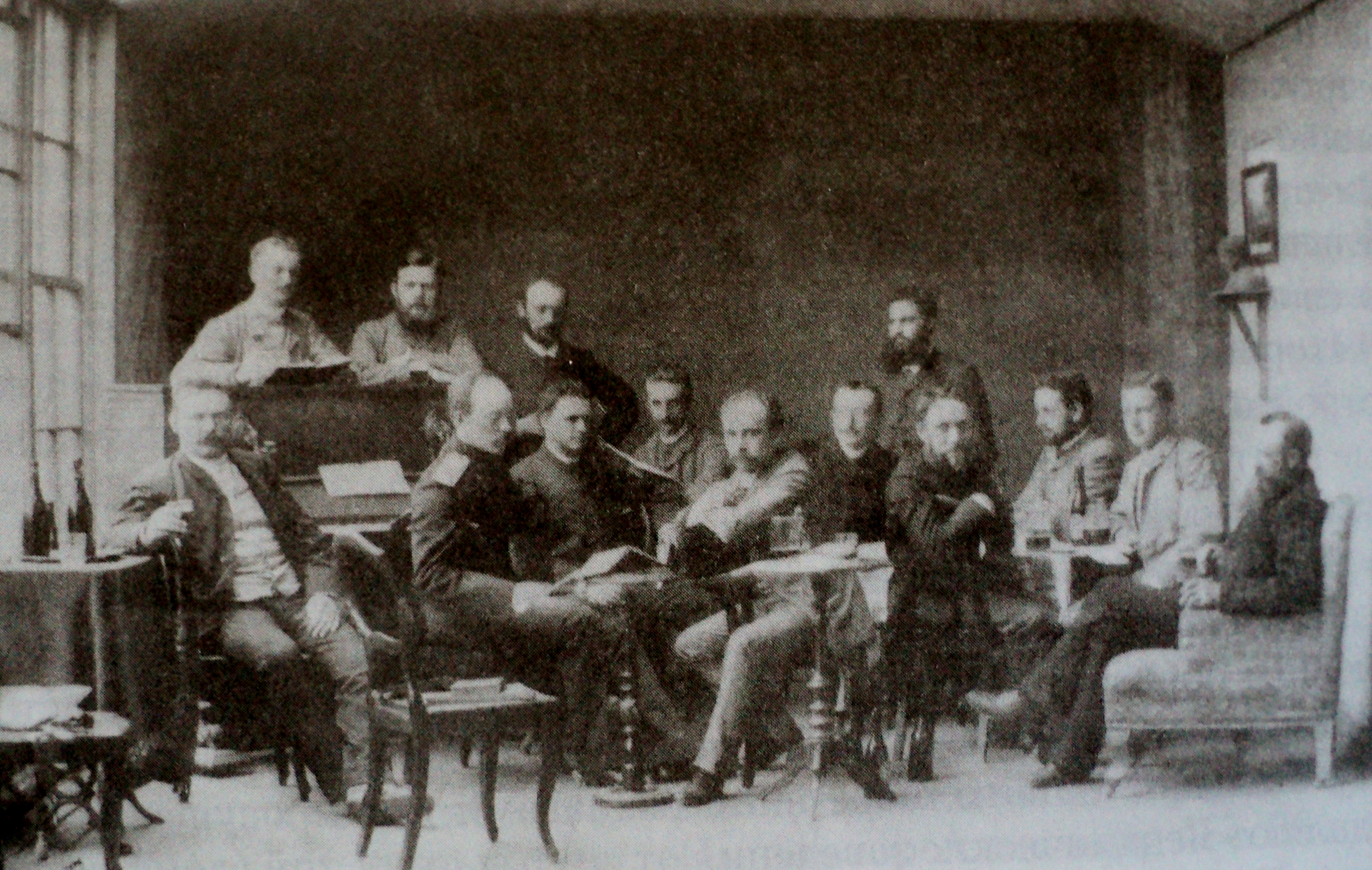
Находка, в центре — Г. Фуругельм

Весной 1864 года на мысе Астафьева основан военный гидрографический пост из унтер-офицера Герасимова Михаила Наумовича и 4-х солдат, в конце 1860-х годов увеличенный до 30 человек. Гидрографы вели ежедневные наблюдения за погодой, отмечая в журналах. В августе 1864 года в Находку из Николаевска-на-Амуре прибыли 9 семей и 7 холостяков, вышедшие на свободу после отбытия каторги на Сахалине, из которых 17 человек основали слободу Александровку выше по реке Сучан, а 4 семьи обосновались вблизи военного поста. Весной 1865 года в Находку с Амура прибыли 26 крестьян. Они прожили в Находке до августа, после чего отбыли на Сучан, где основали слободу Владимировку. Во время пребывания в Находке 3 мая 1865 года у одного из переселенцев родился сын, Иван Ефимович Краев, который считается первым коренным находкинцем.
13 ноября 1867 года напротив мыса Астафьева под управлением Сибирского удельного ведомства образована торговая фактория. В штат ведомства вошли: управляющий Гаральд Фуругельм, секретарь Николай Крюков, землемер Иван Шишкин, врач Александр Кунце (первый врач Приморского края) и другие. Переселенцы из Финляндии прибыли на пароходе «Находка» 30 апреля 1868 года. В июне 1869 года землемером Шишкиным был составлен план застройки фактории. В посёлке появилось 15 магазинов, баня, пристань, склады, кузница, мельница, лесопильный завод. Доставка строительных материалов под руководством управляющего осуществлялась пароходом «Находка». В апреле 1870 года «Находка» затонула, фактория лишилась регулярного морского сообщения. 6 апреля 1871 года в Находке от полученной травмы умер Гаральд Фуругельм. 25 мая 1873 года имущество фактории было описано, чиновники удельного ведомства отбыли в Петербург. Гражданское население перебралось на реку Амбу и во Владивосток. Фактория обезлюдела. Точное место расположения фактории, военного поста и первого гражданского поселения на берегах бухты Находка остаётся неизвестным.

### XX век

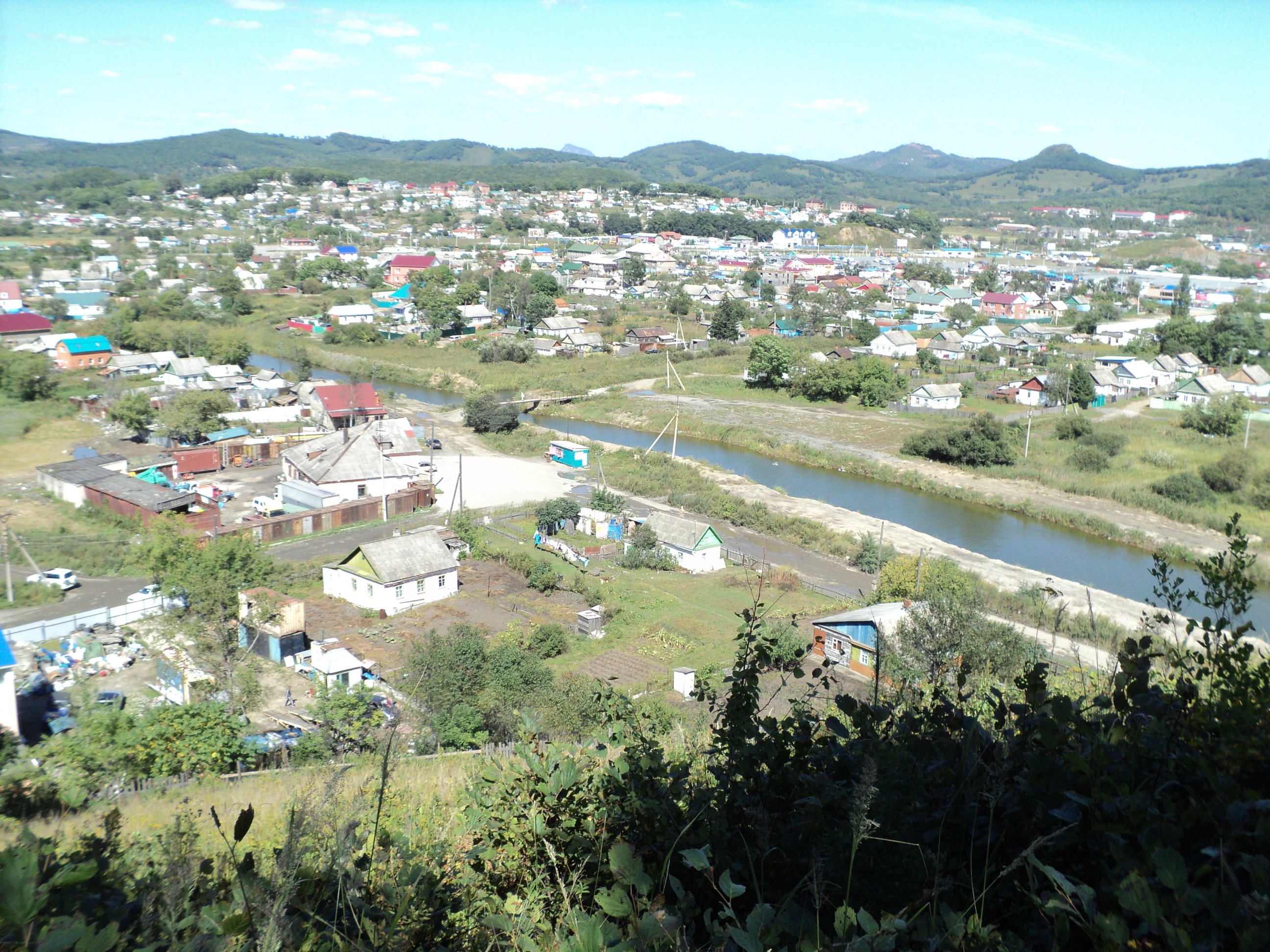
Место, где располагась Американка

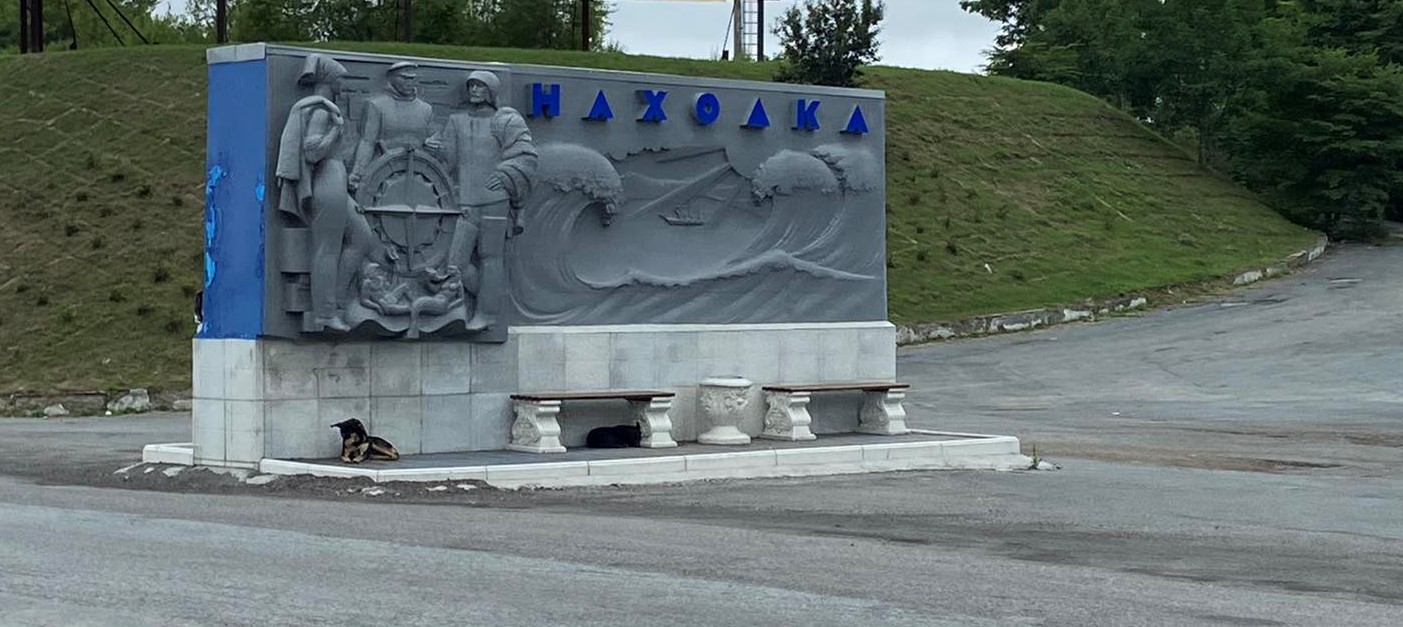
При въезде в Находку

До образования деревни Американки на берегах бухты Находка с конца XIX века уже существовали частные домохозяйства, располагавшиеся в районах современной улицы Ленинской, «НСРЗ» и Морвокзала, на мысе Астафьева действовал рыбоконсервный завод. В 1891 году из Владимиро-Александровского до бухты Находка проложена грунтовая дорога длиною 24 версты. В 1909 году в бухте Находка учреждён таможенный пост Приамурского таможенного округа.
Летом 1907 года на берегах реки Каменки переселенцами из Черниговской губернии была основана деревня Американка, которая вошла в состав Сучанской волости Ольгинского уезда Приморской области. Из воспоминаний старожила Н. Макаровой об образовании деревни Американки в 1916 году:
Двинулись в путь на пароходе «Олег». На рассвете увидели тихую бухту. Местность была почти безлюдна. Люди сходили на берег притихшие, серьёзные. Высадились, столпились в кучу. На новом месте ни кола, ни двора.
В 1915 году в Американке проживало 806 человек, в том числе 432 русских, 19 корейцев, 278 иногородних, а также временно пришлые; была открыта школа, в одном из жилых домов проводилась церковная служба. Ранним утром весной 1919 года деревня подверглась артиллерийскому обстрелу английского крейсера «Кент». Из воспоминаний старожила Ксении Костыриной: «С корабля из орудий начали обстреливать Американку. Произошло это в шесть часов утра. Услышав выстрелы, мы проснулись и стали смотреть в окно: в заливе стоял пароход голубого цвета. От разрывавшихся в деревне снарядов стёкла в окнах дрожали, люди разбегались и прятались». 22 апреля 1919 года 6 членов Американского сельского совета были отведены белогвардейцами к морю и расстреляны.
В 1930-е годы на берегу залива Находка возникли самостоятельные посёлки: Находка («Бухта Находка», «населённый пункт Находка»), Северный (район ул. Шевченко), Угольбаза, Падь Ободная, Рыбак. Посёлок Находка располагался на месте современной улицы Портовой и Центральной площади, всего насчитывалось около 50 частных домов. Люди в посёлке занимались подсобным хозяйством и рыбной ловлей. Портпункт представлял собой пирс длиною 125 метров 1935 года постройки, складские помещения и подъездные железнодорожные пути. С причала производилась отгрузка угля и генеральных грузов. На берегу размещались деревянные постройки конторы, столовой, бани, вокзала, поодаль стояло здание таможни. Имелось автономное электроснабжение, работающее на угле и керосине. Единственная в посёлке улица — Деловая, от моря в районе современного управления Торгового порта поднималась в сопку и затем круто спускалась к устью реки Каменки, откуда начиналась грунтовая дорога на Американку и далее на Сучан. С 1934 года на мысе Астафьева начала действовать база военных кораблей и подводных лодок.
В 1934 году Дальневосточным пароходством был разработан первый проект строительства торгового порта (2-х грузовых районов — угольного и лесного) на берегу залива Находка с устья реки Сучан, однако позднее от этой идеи отказались. В апреле 1939 года в Находку на миноносце «Войков» в сопровождении командующего Тихоокеанским флотом и 1-го секретаря Приморского крайкома прибыл секретарь ЦК ВКПб Андрей Жданов. Осмотрев бухту, Жданов подытожил: «На этом месте будет прекрасный город-порт». После чего 7 октября того же года принято постановление ЦК ВКП(б) и Совнаркома СССР № 1646—399 «О перенесении Владивостокского торгового и рыбного портов в бухту Находка». 1 мая 1936 года состоялось открытие железнодорожной станции Лацис. 16 июля 1940 года населённый пункт Находка отнесён к категории рабочих посёлков. Указом Президиума Верховного Совета РСФСР от 9 сентября 1944 года из разделения Будённовского района был образован Находкинский район с центром в рабочем посёлке Находка. В 1947 году к порту Находки причалило первое торговое судно — датский пароход «Грета Мерск», который доставил оборудование для продолжения строительства порта.
В 1930—1940-е годы в Находке действовали стационарные лагеря и пересыльный пункт заключённых ГУЛАГа. «Управление исправительно-трудового лагеря и строительства № 213» (в системе Главного управления гидротехнического строительства НКВД) в бухте Находка действовало с декабря 1939 года по 1941 год, после чего строительство торгового порта было передано «Дальстрою» НКВД. Подневольный труд заключённых на строительстве рыбного порта использовался до 1958 года. Лагерные зоны размещались на 1-м, 2-м, 44-м участках, на мысе Астафьева и на острове Лисьем.
Людские волны без вины виноватых 
 катились на крайнюю точку востока — в бухту Находка, 
 на так называемую транзитку. Это было преддверие ада…
С 1945 по 1950 год в Находке располагался лагерь японских и русских военнопленных с отделениями в разных районах посёлка, в город ссылались все заключённые. Управление «Дальстроя» и его социальная инфраструктура располагались в Административном городке. Строительство рабочего посёлка Находка осуществлялось согласно плану, разработанному «Дальстроем». Работали и вольнонаёмные рабочие. На острове Лисьем колония заключённых действовала с 1937 по 1941 год. Пересылочный пункт в бухте Находка (первоначально в структуре СВИТЛага) действовал с 1938 по 1946 год. Лагерные зоны Транзитки (вмещала до 20 тысяч осуждённых) размещались в районах озера Солёном, Бархатной, Площади Совершеннолетия и Рыбного порта. Транзитка делилась на Верхнюю Транзитку, Нижнюю Транзитку, лагерь общего режима и женский лагерь. Многие заключённые умирали от воспаления лёгких и инфекционных заболеваний, умерших хоронили в районе современной улицы Пограничной и на пади Ободной (по свидетельству старожилов, деревянные столбики в этих местах стояли ещё в конце 1950-х годов), но некоторых не могли похоронить в специальных местах и поэтому приходилось закапывать, где умирал человек. Безвестные захоронения разбросаны по всему городу, многие здания стоят на костях. После взрывов парохода «Дальстрой» у причалов торгового порта (поднявшего в воздух 1,8 тысяч тонн мазута, который затем в течение двух часов выпадал дождём над Находкой) и складов взрывчатки для Колымы на Пади Ободной в 1946 году пункт был перенесён из Находки в порт Ванино.

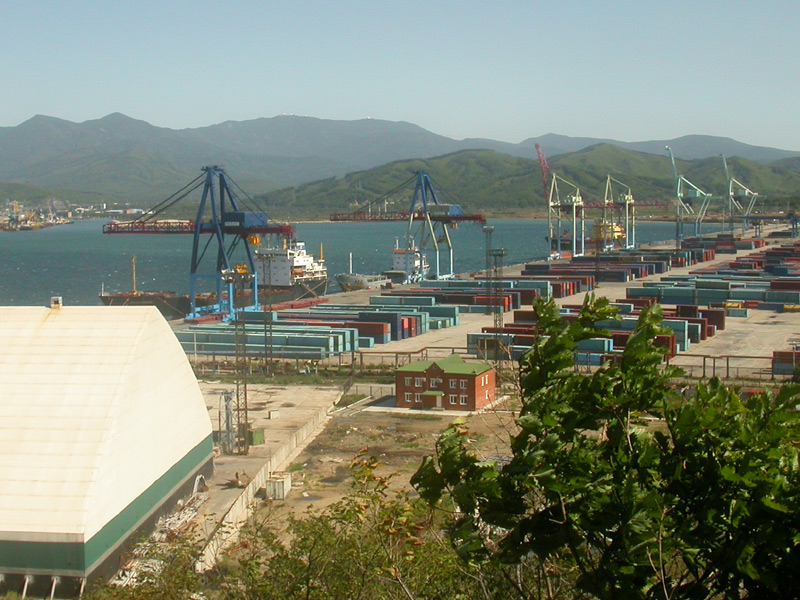
Порт Восточный занял место «морских ворот БАМа», которое первоначально отводилось порту Ванино

18 мая 1950 года указом Президиума Верховного Совета РСФСР рабочему посёлку Находка присвоен статус города. 23 мая 1950 года утверждены первые улицы: Находкинского проспекта, Центральной (ныне Гагарина), Лермонтова и Крылова. Позднее появилась улица Московская (ныне Ленинская).
В 1950 году в Рыбном порту Находки встало под погрузку первое судно — пароход «Луначарский». В 1953 году в городе было открыто регулярное автобусное движение. В 1956 году из Преображения в Находку переведено управление активного морского рыболовства. В 1956 году в здании бывшей гостиницы открылась Дальневосточное мореходное училище. В 1957 году образованы Приморский судоремонтный завод и «Дальморгидрострой». В 1960 году был создан филиал Дальневосточного кинотехникума. В 1961 году установлены первые побратимские отношение Находки с японским городом Майдзуру. Позднее Находка породнилась с японскими городами Отару и Цуруга, американскими Окленд и Беллингхем.
В 1965 году в Находке была открыта экспортно-импортная контора «Дальинторг», заведовавшая торговыми отношениями Дальнего Востока СССР с Японией, Австралией и КНДР. 16 декабря 1970 года началось возведение порта Восточный, строительство которого было объявлено Всесоюзной ударной комсомольской стройкой. В 1973 году в новом порту под погрузку встало первое судно — лесовоз «Шадринск». В 1972 году образовано «Приморское морское пароходство». В 1978 году был сдан в эксплуатацию угольный комплекс Восточного порта.

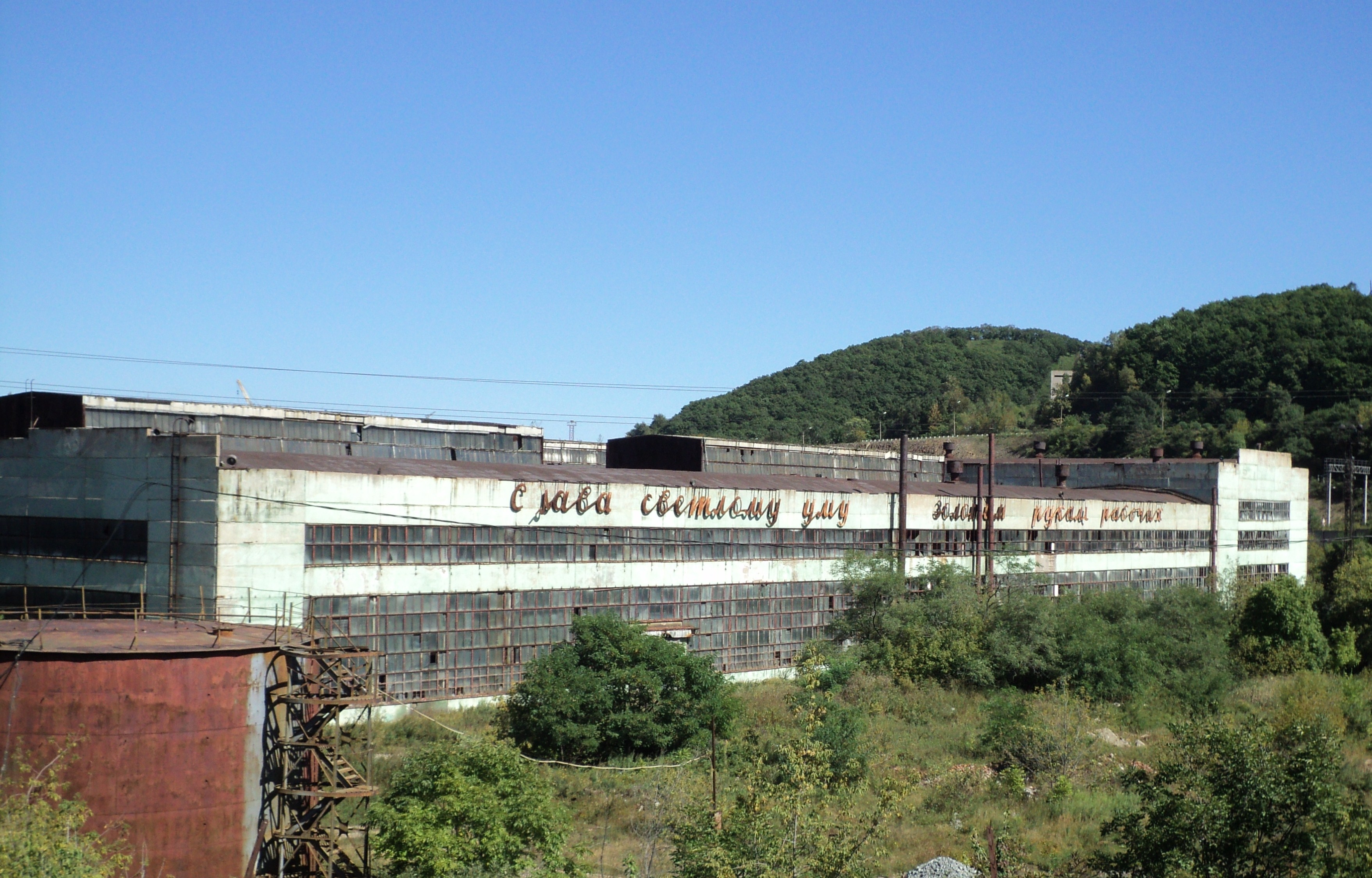
Заброшенные цеха «Приморского завода»

24 октября 1990 года была создана свободная экономическая зона «Находка». С 1990 по 1997 год государство инвестировало в проекты СЭЗ «Находка» 464,5 млн рублей, большая часть которых была потрачена на развитие инфраструктуры территории. Было создано 118 совместных предприятий, привлечено инвестиций в объёме около 220 млн долларов. Приоритетными проектами свободной зоны являлись Российско-американский технопарк, Российско-корейский технопарк, аэропорт «Находка», нефтеналивной терминал в порту Восточном, Находкинская ТЭЦ. Однако ни один из крупных проектов реализован не был, в 2006 году постановление о создании свободной экономической зоны «Находка» утратило силу, СЭЗ «Находка» прекратила своё существование.
1990-е годы были отмечены ростом преступности в городе, поделённом на сферы влияния между бандами, из которых наибольшую известность получила банда Вэпса. Поздней ночью 14 июля 1993 года в 00 часов 20 минут в Находке произошло землетрясение, в 01 час 30 минут была объявлена тревога о надвигающемся цунами: люди покидали свои дома и уходили на возвышенности, на сопке Лебединой возникло столпотворение.

### XXI век
С образования Находкинского городского округа в 2004 году город Находка утратил самостоятельное административное значение, войдя в состав городского округа наравне с пятью другими населёнными пунктами. В том же году в состав города были включены посёлки городского типа Врангель и Ливадия, село Козьмино и маяк Поворотный. В 2009 году был открыт «Спецморнефтепорт Козьмино». Дальнейшее развитие города связывается с преодолением монопрофильного состояния города-порта, диверсификацией экономики путём развития нефтехимического производства; при этом допускается риск вырождения города в «рабочий посёлок при нефтяной трубе».
11 сентября 2023 года Указом Президента Российской Федерации городу было присвоено почётное звание «Город трудовой доблести».

## Население
| 1865     | 1866     | 1868     | 1915     | 1926     | 1940     | 1949     | 1956     | 1959     | 1962     | 1967     |
| -------- | -------- | -------- | -------- | -------- | -------- | -------- | -------- | -------- | -------- | -------- |
| 5        | ↗32      | ↗391     | ↗733     | ↘494     | ↗2000    | ↗28 200  | ↗54 000  | ↗63 725  | ↗73 000  | ↗96 000  |
| 1970     | 1971     | 1972     | 1973     | 1974     | 1975     | 1976     | 1979     | 1980     | 1981     | 1982     |
| ↗103 659 | ↗107 000 | ↗112 000 | ↗116 000 | ↗121 000 | ↗125 000 | ↗127 000 | ↗133 201 | ↗136 000 | ↗139 000 | ↗143 000 |
| 1983     | 1984     | 1985     | 1986     | 1987     | 1989     | 1990     | 1991     | 1992     | 1993     | 1994     |
| ↗146 000 | ↗148 000 | ↗150 000 | ↗151 000 | ↗152 000 | ↗160 056 | ↗162 000 | ↗165 000 | ↗166 000 | ↘165 000 | ↘164 000 |
| 1995     | 1996     | 1997     | 1998     | 1999     | 2000     | 2001     | 2002     | 2003     | 2004     | 2005     |
| ↘163 000 | ↘162 000 | ↘161 000 | ↘160 000 | ↘159 800 | ↘157 700 | ↘155 600 | ↘148 826 | ↘148 800 | ↘146 400 | ↗173 500 |
| 2006     | 2007     | 2008     | 2009     | 2010     | 2011     | 2012     | 2013     | 2014     | 2015     | 2016     |
| ↘171 700 | ↘170 000 | ↘168 489 | ↘166 540 | ↘159 719 | ↘159 519 | ↘158 929 | ↘158 358 | ↘156 442 | ↘155 722 | ↘153 581 |
| 2017     | 2018     | 2019     | 2020     | 2021     | 2023     | 2024     | 2025     |          |          |          |
| ↘151 420 | ↘149 316 | ↘147 468 | ↘145 159 | ↘139 931 | ↘136 096 | ↘134 315 | ↘133 859 |          |          |          |

На 1 января 2025 года по численности населения город находился на 128-м месте из 1124 городов Российской Федерации.
С 1950 по 1992 год рост численности населения определялся миграционным притоком. Начиная с 1993 года отмечается ежегодное снижение численности населения. Основную роль в этом в 2012 году играл миграционный отток в другие города (85,3 %) и в меньшей мере естественная убыль населения (превышение смертности над рождаемостью). В 2005 году численность населения Находки была увеличена на несколько десятков тысяч человек за счёт присоединения к городу посёлков городского типа Врангель и Ливадия. С конца 1980-х годов по 2011 год Находка являлась вторым по величине городом Приморья, по данным 2012 года уступила это место Уссурийску. За два десятилетия депопуляции к 2014 году город в современных границах потерял свыше 35 тысяч жителей (что сопоставимо с населением такого города, как Партизанск). Стратегический план развития Находкинского городского округа, принятый в 2007 году, признавал:
На протяжении последних 15 лет город находится в состоянии непрерывной стагнации — сокращается численность населения, 
 уезжают люди активного возраста.
По федеральной программе содействия переселению соотечественников из-за рубежа за 2009—2010 годы Находка приняла 19 человек, двое из которых позднее покинули город. Население Находки быстро стареет: доля пенсионеров на начало 2013 года составила 27 %.
Национальный состав в 2002 году определяли: русские — 89,8 %, украинцы — 3,7 %, корейцы — 1,1 %, татары — 0,9 %, белорусы — 0,7 %. По данным 2010 года, сократилась численность русских (80 % от общей численности населения) и украинцев, при этом увеличилась численность лезгин и таджиков.
Советские и современные российские источники выделяют Находкинскую агломерацию, в состав которой включают ближайший город — Партизанск (удалён на расстоянии 50 км по автодороге), с которым имеется маятниковая миграция.

## Символика
Герб Находки был официально принят в 2000 году, с 2005 года используется в качестве герба городского округа. Представляет собой модификацию прежнего герба, разработан в 1994 году, автор — Владимир Белов. Прежний герб города, утверждённый в 1973 году, был создан художниками Владимиром Беловым и Геннадием Сенченко. Якорь на гербе Находки означает символ порта и судоходства. Красное поле дублирует один из цветов российского флага, синее символизирует море, зелёное — тайгу. Обвивающие якорь змеи символизируют мудрость, крылья Гермеса — торговлю.
Флаг Находки был официально принят в 2000 году, автор — Владимир Белов. С 2005 года используется в качестве флага городского округа. Флаг города представляет собой полотнище белого цвета, символизирующего мир, на котором изображён якорь портового города и три горизонтальных полосы синего цвета.
В 2003 году был объявлен конкурс на создание музыки и текста гимна города, поступило более 20 предложенных вариантов текста, однако гимн принят не был. Природным символом Находки считается сопка Сестра.

## Власть

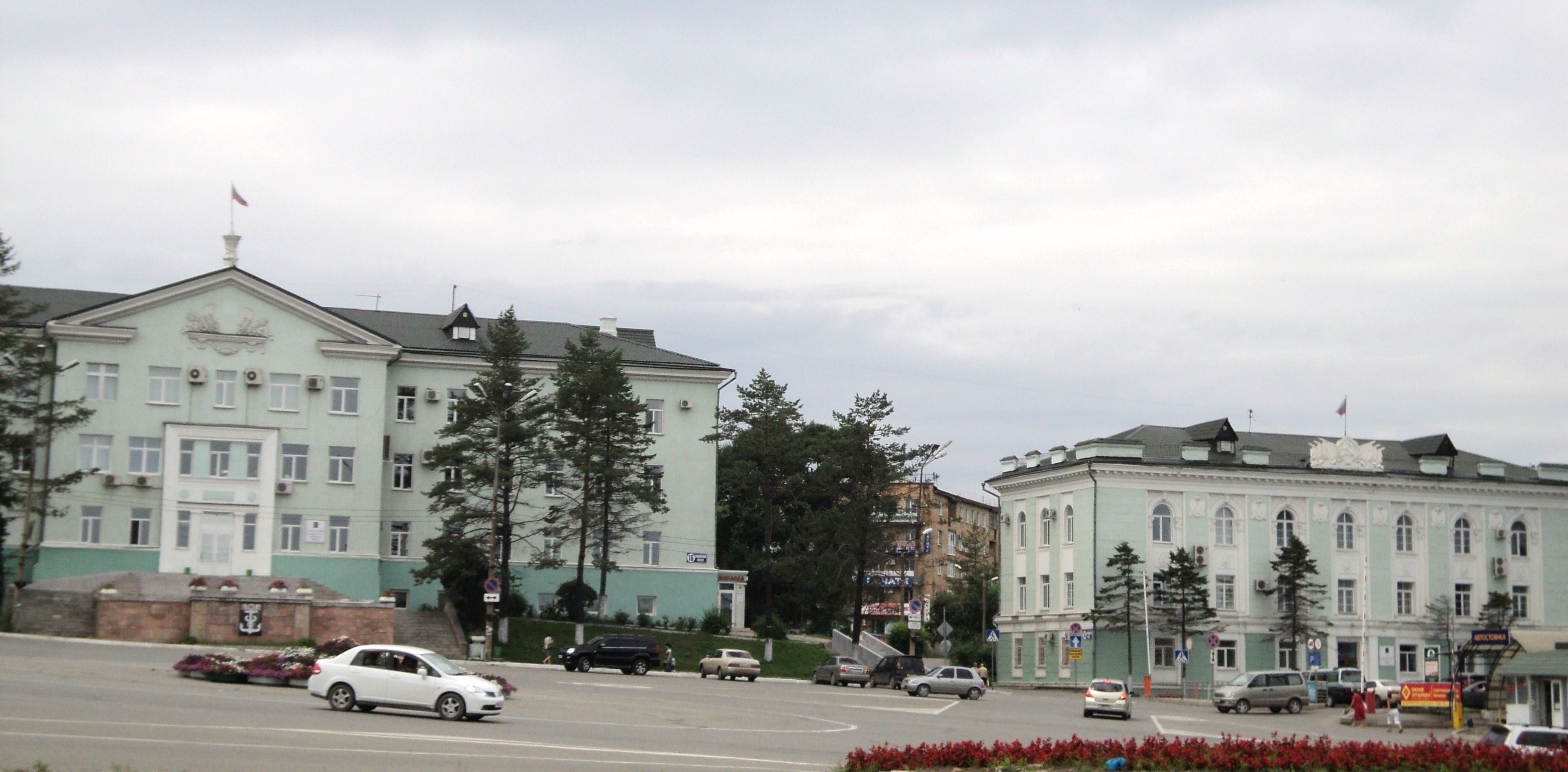
Администрация и дума

Согласно уставу Находкинского городского округа, принятого местной думой 18 мая 2005 года, к органам местного самоуправления относятся: глава городского округа, администрация, дума и контрольно-счётная палата.
Глава Находкинского городского округа — Магинский Тимур Владимирович.
Представительный орган — дума Находкинского городского округа, состоящая из 30 депутатов. Избирается сроком на 5 лет. Председатель думы Киселев Александр Анатольевич. С 2000 года по июнь 2016 года председателем думы являлся Михаил Пилипенко.
Кроме того, в 2014 году на уровне администрации края учреждён институт «куратора» Находкинского городского округа, задача которого — «быть связующим звеном между администрацией края и муниципальным образованием».
Главный корпус администрации и дума округа располагаются на Центральной площади города. Печатным изданием для опубликования муниципальных правовых актов является «Находкинский рабочий». Главный архитектор с 2010 года — С. Кульпин (член Союза архитекторов России). Среди федеральных органов власти: ФСБ, транспортная прокуратура и полиция, таможня (под юрисдикцией — побережье от Фокино до границы Хабаровского края). ОКПП «Находка» осуществляет охрану государственной границы от Владивостока до Советской Гавани общей протяжённостью по морю 1441 км. В черте города расположен полк противовоздушной обороны ВС России с ракетами С-300 и С-400.
В Находке на протяжении 2005—2011 годов наблюдалось снижение преступности; в 2011 году зарегистрировано 2600 преступлений.

### Бюджет
Бюджет Находкинского городского округа на 2013 год принят в ноябре 2012 года (без возражений со стороны думы и без вопросов со стороны общественных экспертов) со следующими параметрами: доходы — 2,449 млрд рублей, расходы — 2,578 млрд Расходы на образование запланированы в размере 1,4 млрд рублей, дороги — 93,5 млн, благоустройство и озеленение — 55 млн.
Доходы бюджета 2012 года в исполненном варианте составили ▼ 2,708 млрд рублей, расходы — 2,716 млрд.
По объёму собранных налогов Находка занимает второе место в крае после Владивостока. Налоговые отчисления Находкинского городского округа в вышестоящие бюджеты в 2009 году составили 2,0 млрд рублей в краевой бюджет и 550 млн рублей — в федеральный бюджет.

## Экономика

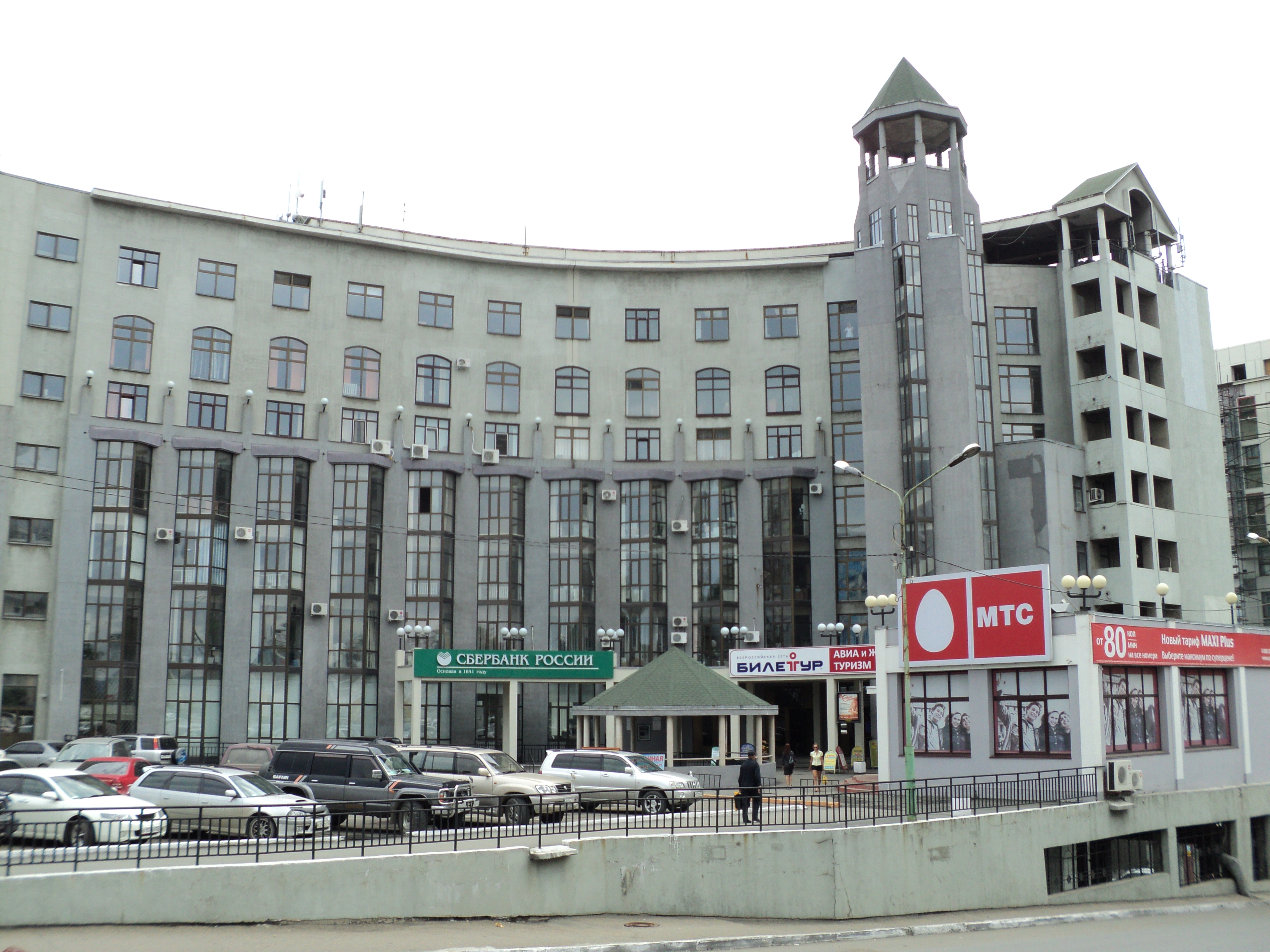
Деловой центр «Находка»

На конец 2008 года в городском округе было зарегистрировано 2570 малых и средних предприятий и 5439 индивидуальных предпринимателей.
В Находке располагается штаб-квартира «Приморского морского пароходства», занимающего 3-е место в России по размеру танкерного флота. Из предприятий промышленности действуют: «Находкинская база активного морского рыболовства» — одно из крупнейших рыбодобывающих предприятий России; «Южморрыбфлот» в Ливадии, осуществляющий рыбный промысел, переработку и консервирование рыбо- и морепродуктов; «Мясокомбинат Находкинский». Продолжается строительство гелиевого завода. Имеется около 40 гостиниц, не сертифицированных по «звёздным» категориям.
В Находке открыты филиалы «Дальневосточного банка», «Приско капитал банка» и «Примсоцбанка», а также свыше 20 отделений федеральных и региональных банков, в том числе «Сбербанка», «ВТБ», «ВТБ-24», «Росбанка», «Альфа-Банка», «Далькомбанка», «Приморье». Местный банк «Находка», действовавший в СЭЗ «Находка» с 1991 года, был ликвидирован по результатам банкротства в 2001 году. Бюджетные счета Находкинского городского округа обслуживает региональный банк «Приморье».
Рынок страхования представлен компаниями «Росгосстрах», «Ингосстрах», «РЕСО-Гарантия», «ВСК», находкинским филиалом компании «Тит» и другими.
В 2009 году было сдано около 60 тыс. м² жилья. В связи с увеличением расходов краевого бюджета на стройки саммита АТЭС во Владивостоке в 2010 году свёрнута программа «Переселения граждан из ветхого и аварийного жилья», реализация которой успешно возобновилась в 2013 году. Средняя рыночная стоимость 1 м² жилья в городе в 2010 году — 34 235 руб. Средняя зарплата в округе на начало 2013 года составила 35,9 тыс. рублей; самые высокие заработки — у чиновников и военнослужащих.
Находка — двукратный победитель (в 2005 и 2007 годах) всероссийского конкурса «Золотой рубль» в номинации «Лучший город по экономическим показателям развития» в категории «Большой город». В апреле 2011 года город занял 87-е место в рейтинге Топ-100 лучших городов России по версии издания «Коммерсантъ», опередив Владивосток на 10 позиций.

### Морские порты

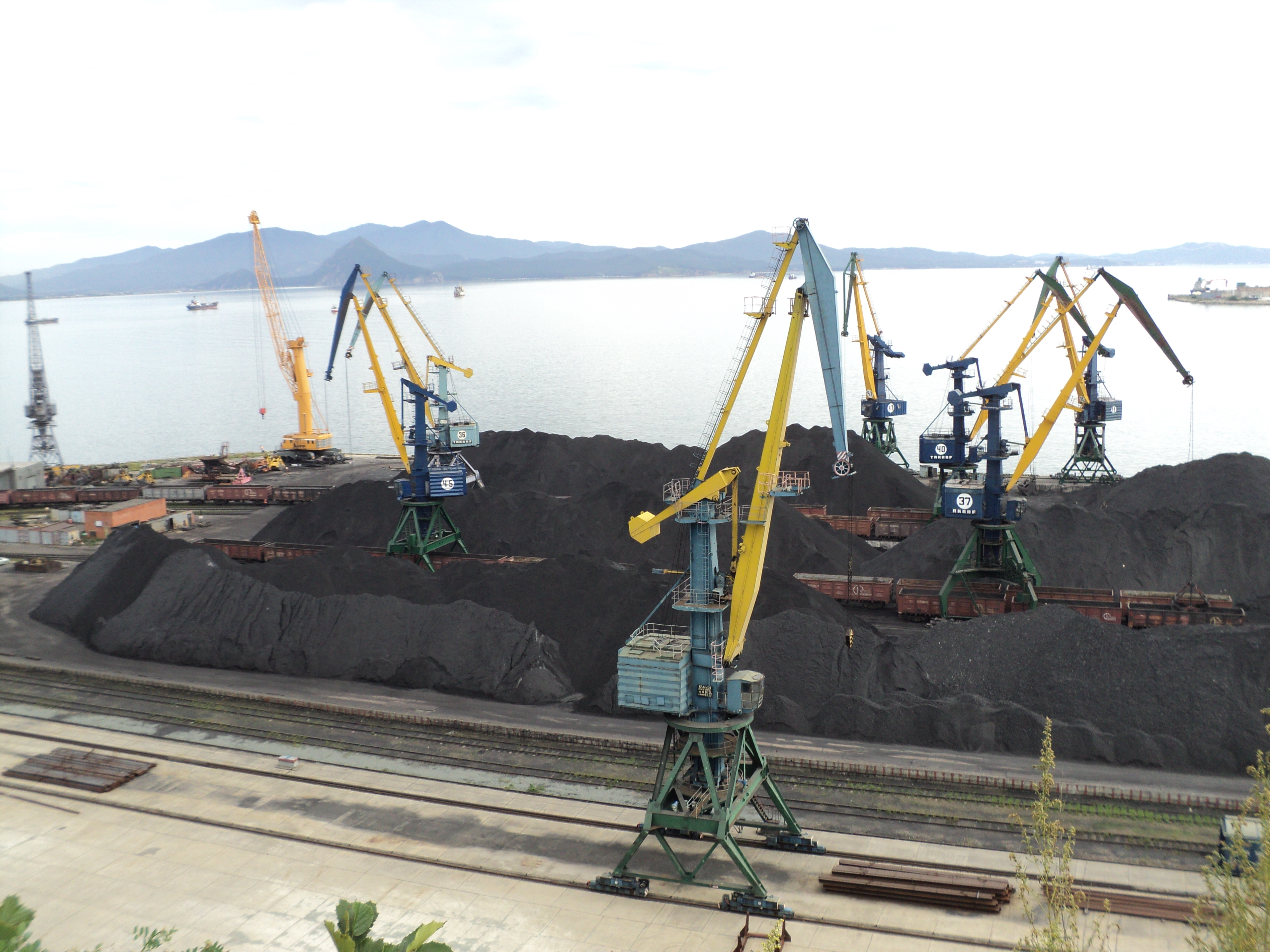
Перевалка угля в порту

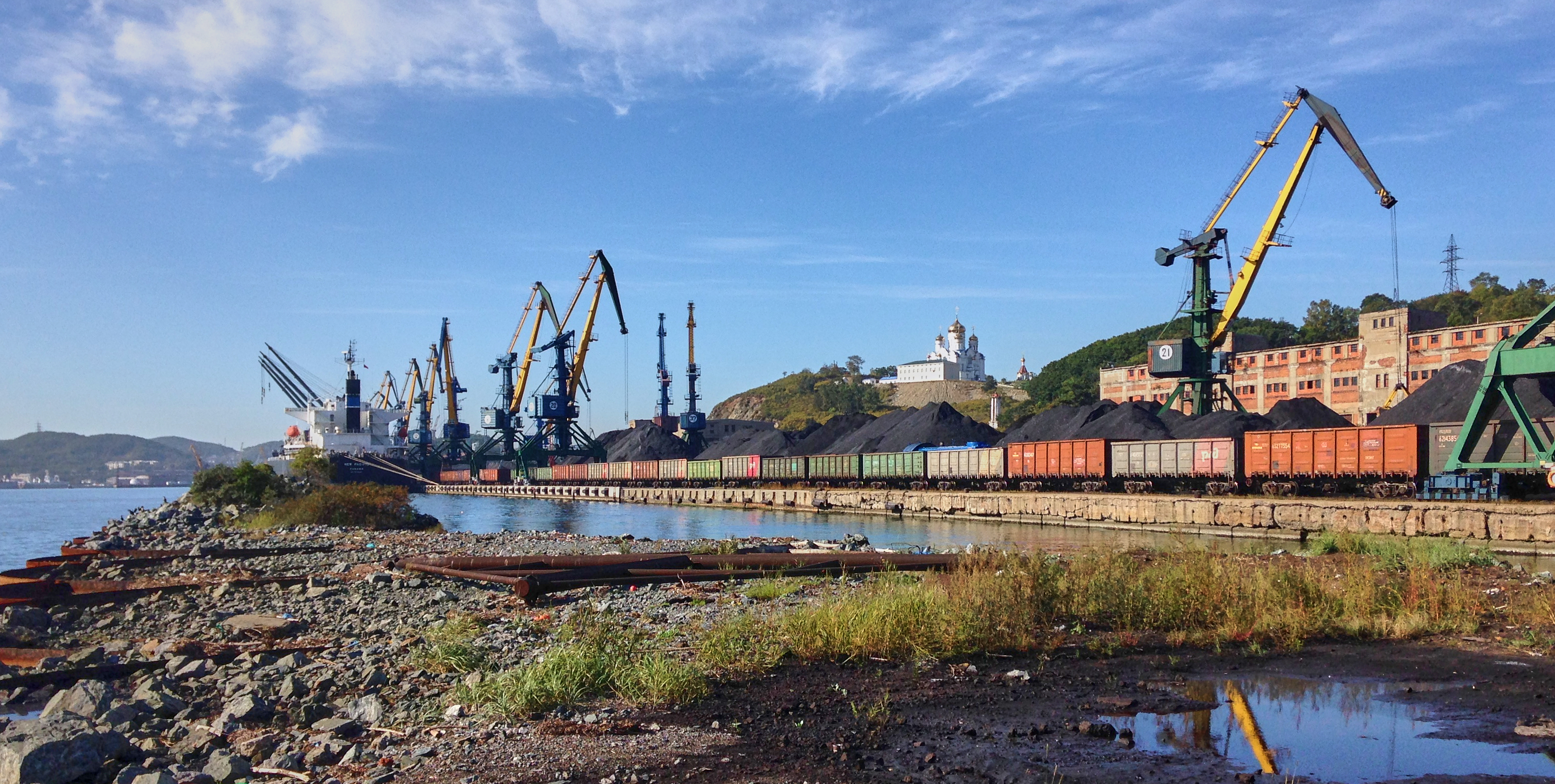
Перевалка угля в порту

Порты Восточный, Находка и железнодорожные станции узловой станции Находка образуют крупнейший транспортный узел на Дальнем Востоке России — «Восточный-Находка». Совокупный грузооборот двух портов Находки в 2012 году составил 59,7 млн тонн (около 11 % грузооборота портов России). Основными экспортными грузами являются уголь, нефть и металлы. Через станцию Находка осуществляется свыше 15 % экспортных железнодорожных перевозок России.
Порт Находка. Инфраструктура порта, а также предприятия, связанные с портом, — судоремонтные заводы и «НБАМР», создавались в 1940—1950-е годы. Терминалы порта в бухте Находка обслуживает два десятка стивидорных компаний. Грузооборот порта в 2012 году составил 16,9 млн тонн. Крупнейший оператор порта — «Евраз Находкинский морской торговый порт»: ориентирован на экспорт продукции металлургических предприятий холдинга «Евраз» — чёрных металлов, а также каменного угля. В бухте Новицкого действует оператор нефтеналивного терминала «Роснефть-Находканефтепродукт» — один из крупнейших в России. Компания «Находкинский морской рыбный порт», несмотря на традиционное название, переваливает в основном сухие грузы, доля переработки рыбы составляет менее 10 %. Предприятия судоремонта представлены «Находкинским судоремонтным заводом» и «Приморским заводом», также занятым перевалкой каменного угля на свободных причалах.
Порт Восточный. Организован в 1974 году. Строился с участием Японии как «морские ворота БАМа» вследствие нарушения проекта, который предусматривал выход к морю через порт Ванино. Для обслуживания порта тогда же был создан посёлок Врангель (ныне в черте города). Терминалы порта расположены в глубоководной незамерзающей бухте Врангеля залива Находка. Грузооборот в 2012 году составил 42,5 млн тонн. В порту действует 8 стивидоров, в том числе компании «Восточный порт» и «Восточно-Уральский Терминал», переваливающие каменный уголь с использованием конвейерного оборудования; компания «Спецморнефтепорт Козьмино» в бухте Козьмина, отгружающая сырую нефть; «Восточная стивидорная компания», владеющая крупнейшим на Дальнем Востоке контейнерным терминалом. В Сухом доке порта в 2003—2005 годы велось строительство бетонного основания платформы для проекта «Сахалин-2», в 2010—2012 годы — «Сахалин-1». Компанией «Роснефть» велась подготовка к строительству нефтехимического завода мощностью 10 млн тонн в год вблизи порта Восточный, ныне предполагаемая площадка строительства перенесена в район Пади Елизарова, Залива Восток.

### Торговля

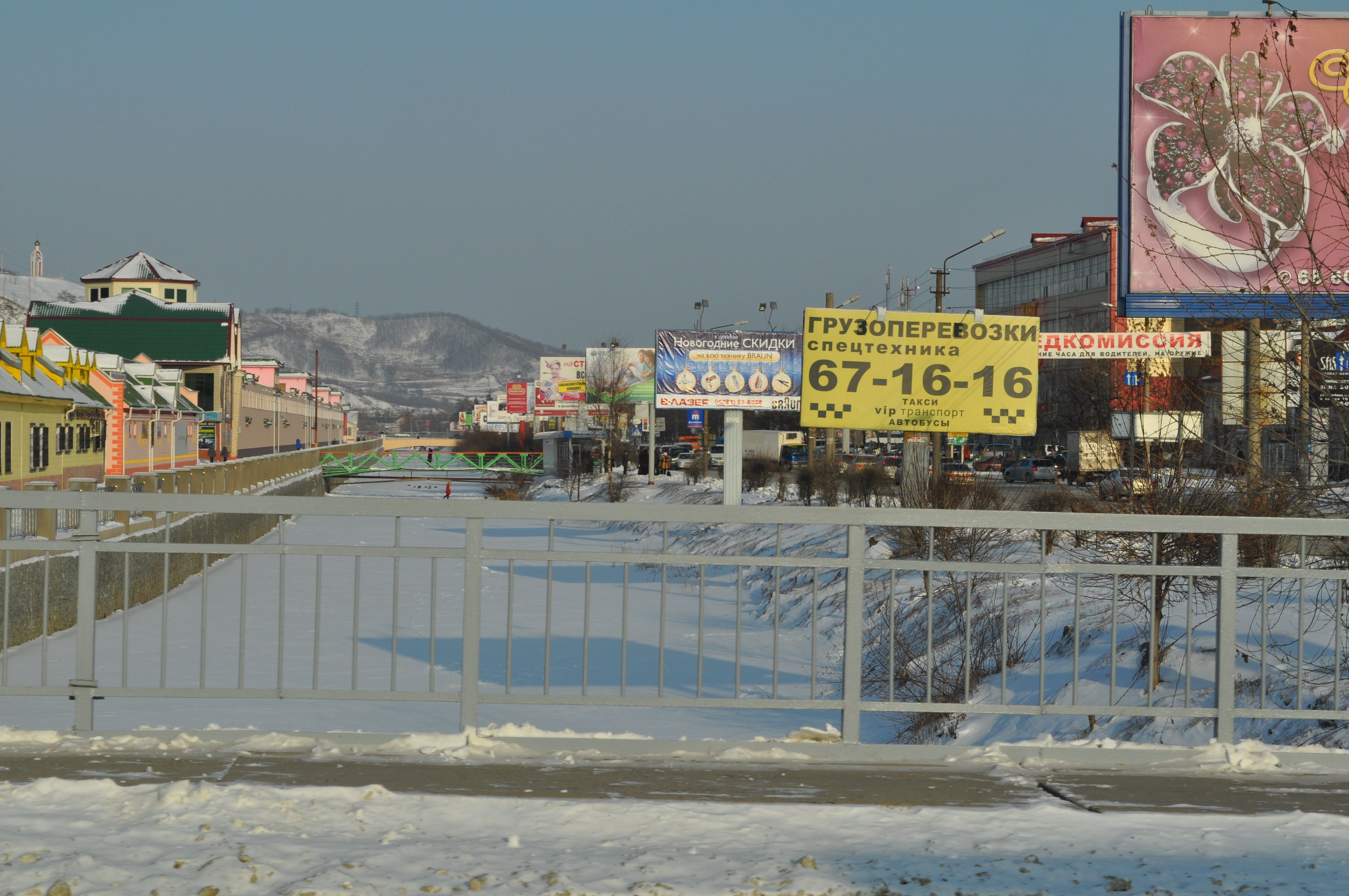
Рекламные щиты и растяжки на главной улице города

На начало 2013 года в городском округе действовало почти две тысячи объектов потребительского рынка, в том числе 700 стационарных магазинов, 12 рынков, 219 предприятий общественного питания, 104 предприятия оптовой торговли. В сфере торговли и услуг занято свыше 8 тысяч человек. Розничный товарооборот в 2009 году составил 13,1 млн рублей. Действует более 10 супермаркетов, в том числе дискаунтеры, несколько гипермаркетов и развлекательных центров; 2 автомобильных рынка. Представлены магазины федеральных и региональных сетей: «Эльдорадо», «Домотехника», «Евросеть», «Связной», «В-Лазер», «Адидас», «Том Тейлор», «Concept Club», «Acoola». Розничный рынок нефтепродуктов представлен в основном сбытовыми компаниями «Альянса» и «Роснефти».
Оптовый рынок города в 2010 году ФАС России признавала высокомонополизированным, искусственно поддерживающим высокие цены на продукты питания; цены в супермаркетах и торговых центрах оцениваются антимонопольными органами как «очень высокие» по сравнению с ценами в Приморском крае.

### СМИ и телекоммуникации

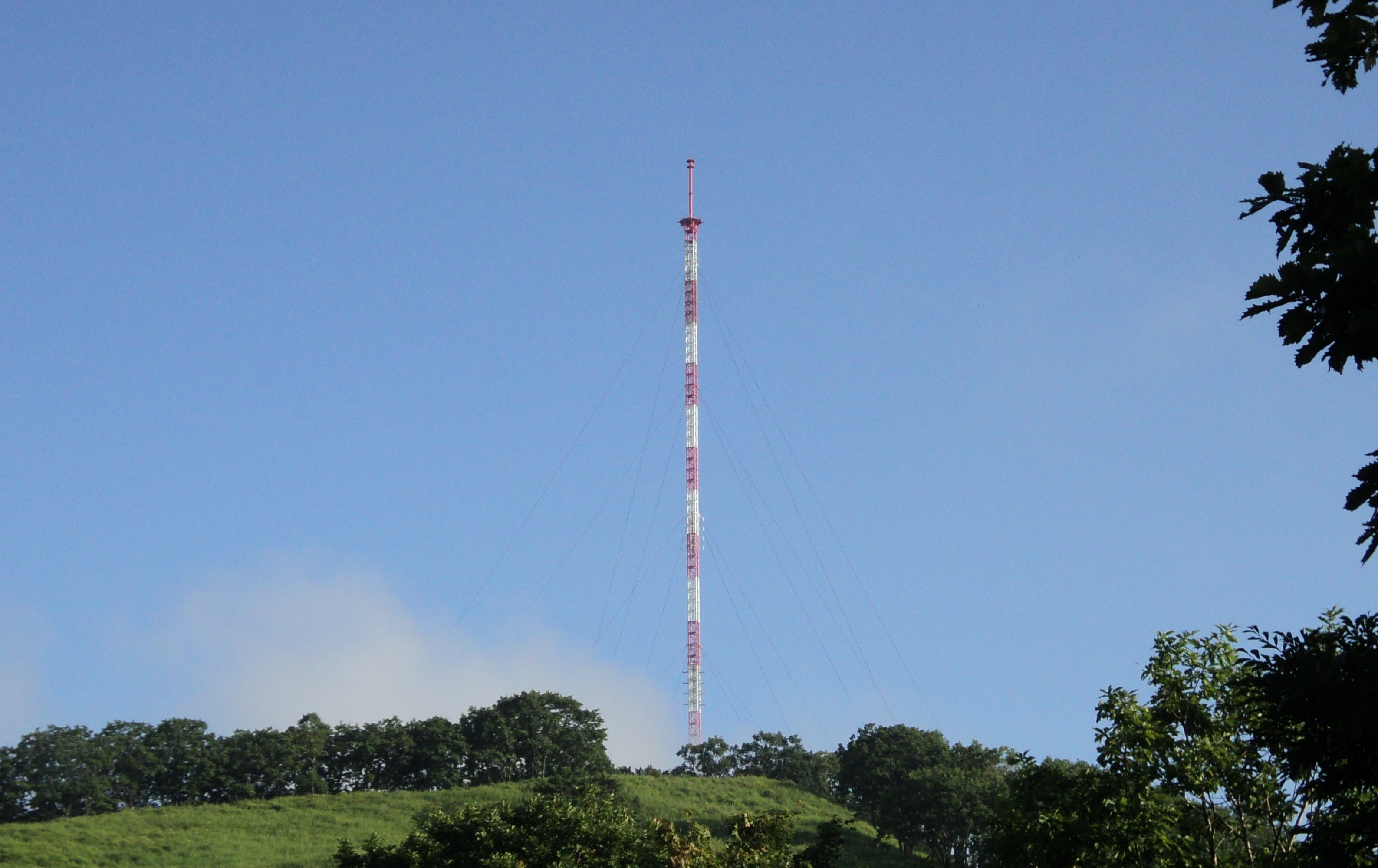
РТПС «Новая Находка»

Передачу телевизионных и радиовещательных сигналов в городе обеспечивает Приморский филиал ФГУП «РТРС». Действуют радиотелевизионные передающие станции «Старая Находка» на сопке Тобольская, «Новая Находка» на горе Хребтовая. В аналоговом вещании на июнь 2020 года доступно 5 каналов . Цифровое телевидение представлено в двух мультиплексах стандарта DVB-T2. Кабельная сеть города представлена несколькими кабельными операторами: «Ростелеком», «МТС-ТВ», «Подряд», «Восток-ТВ», «Альянс Телеком», «Владлинк». Компания «Неоком» предоставляет услуги кабельного телевидения на территории посёлка Врангель. Выпуск городских новостей телестудии «Восток-ТВ» выходят в эфир ежедневно утренними и вечерними вставками на федеральных каналах. Кроме многочисленных федеральных и региональных радиостанций в городе на частоте FM 104,5 МГц вещает радио «Свободная Находка».
Рекламный рынок на телевидении и радио предоставлен компанией ООО «Находка Медиа Групп». Размещение на телеканалах «Первый», СТС, ТНТ, «Пятница» и радио «Европа Плюс».
Печатные СМИ Находки: общественно-политическое издание «Находкинский рабочий» выходит с 9 августа 1945 года (старше «Находкинского рабочего» в Приморском крае только газеты «Владивосток» и уссурийский «Коммунар») 4 раза в неделю; общественно-политическое издание «РИО Панорама» выходит с 1 октября 1996 года 1 раз в неделю. С 2005 года работает местное информационное агентство «Каскад-Находка».
Количество телефонных аппаратов телефонной сети общего пользования в 2009 году составило 57 364. 
Интернет впервые запущен в 1997 году.

## Коммунальное хозяйство
По состоянию на 2009 год жилой фонд города составлял 1298 многоквартирных домов общей площадью 2800 тыс. м² (из них ветхий и аварийный фонд — 15,1 тыс. м²), не считая индивидуальные жилые дома. В пределах городского округа действует 178 ТСЖ и 54 управляющих компании, крупнейшая из которых — «Горжилуправление»: имеет 10 территориальных подразделений, обслуживает 667 многоквартирных домов. Ветхий жилой фонд в 2010 году составлял 0,4 % от общей площади всего жилого фонда, аварийное жильё отсутствует.
МУП «Находка-Водоканал» обеспечивает население и предприятия города водоснабжением и водоотведением, осуществляет очистку сточных вод. Находкинский водозабор (Екатерининский) расположен в 16 км от города (оператор — ООО «Находка-Водоканал»). Забор воды осуществляется скважинами из артезианского бассейна на глубине 25 метров. В районе озера Рица действует водозабор «Приморский» мощностью 1,2 тыс. м³ в сутки. Водоснабжение Врангеля и Ливадии обеспечивают Хмыловский и Душкинский водозаборы. На городские очистные сооружения, расположенные в районе бухты Тунгус, поступает 2/3 всех стоков города, остальные сбрасываются в бухту Находка без очистки.

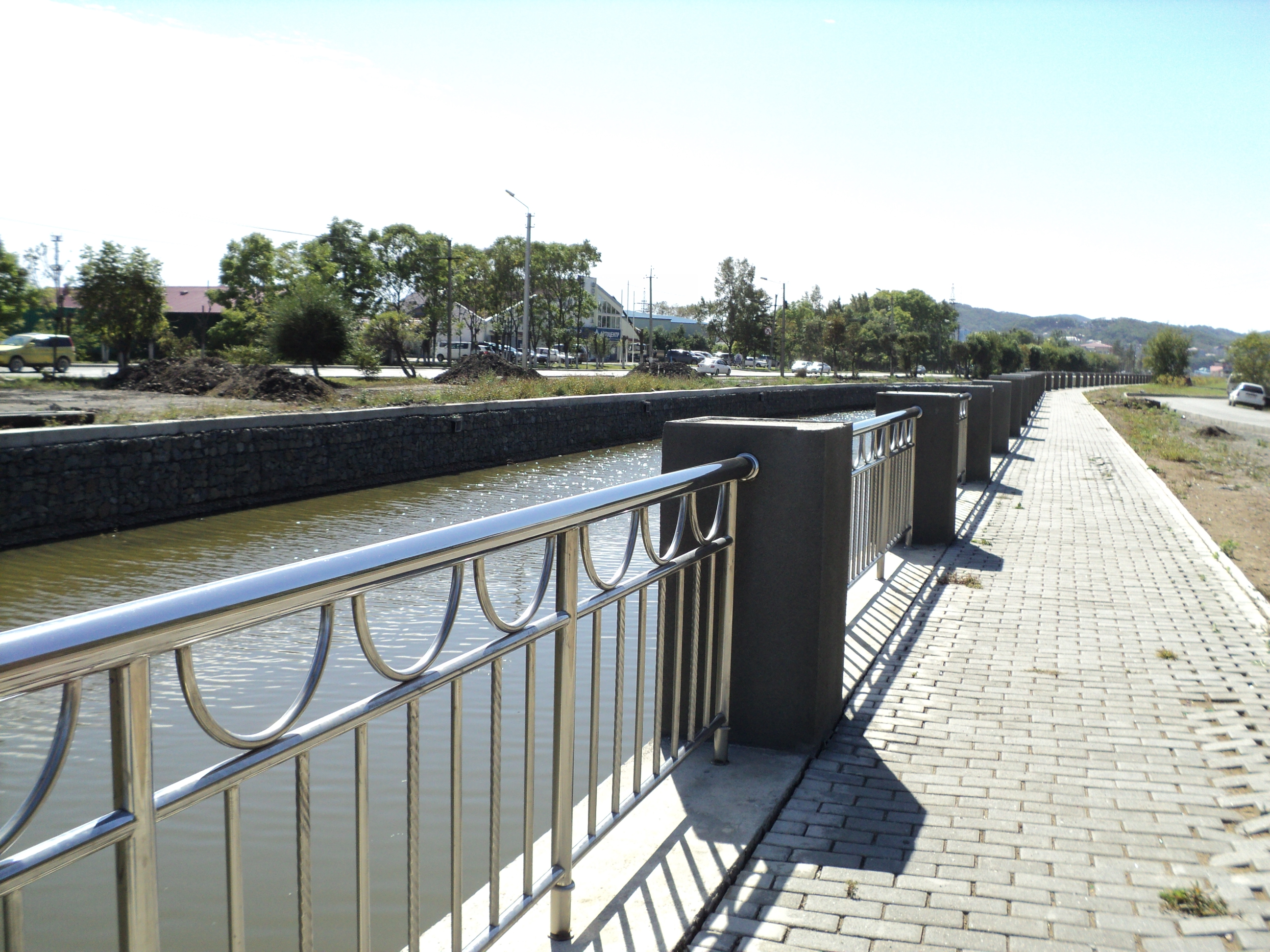
Набережная Каменки

Основным поставщиком теплоэнергии выступает Находкинский филиал КГУП «Примтеплоэнерго». В эксплуатации филиала находится свыше 40 котельных, 89 % из которых работают на мазуте и 11 % на угле; около 40 центральных тепловых пунктов; 220 км тепловых сетей, 60 % из которых по состоянию на 2011 год находятся в ветхом и аварийном состоянии. За отопительный сезон 2010—2011 гг. было устранено 740 порывов на тепломагистралях, всего израсходовано 140 тыс. тонн мазута и угля. Отопительный сезон в социальных учреждениях начинается 15 октября, в жилых домах — не позднее 25 октября. В связи с увеличением цен на мазут, предполагается перевод котельных на более дешёвый уголь, а в более отдалённой перспективе — на природный газ. Горячая вода в жилые дома подаётся только в период отопительного сезона. Действует русская парная и сауна МУП «Бодрость».
80 % электроэнергии в город поступает с Артёмовской ТЭЦ, 20 % — с Партизанской ГРЭС. Распределителем электроэнергии в городе выступает компания «Находкинская электросеть». В 2009 году «Дальневосточной энергетической компанией» в городской округ было поставлено около 680 миллионов квт/часов электроэнергии.
МУП «Дорожный эксплуатационный участок» выполняет муниципальный заказ на сумму около 80 млн рублей по текущему содержанию городских дорог, тротуаров, ливневой канализации. Предприятие располагает двумя базами на севере и юге города; в штате — 200 человек; автопарк насчитывает 55 единиц техники, в том числе поливомоечные машины. Ежедневно на свалку вывозится около 10 м³ дорожного мусора (до 5 грузовиков). Во время снегопадов подъёмы дорог подсыпаются песко-соляной смесью, которая к весне в виде мусора вывозится за город.
Поэтапное строительство набережной реки Каменки с 2008 года ведётся подрядной компанией «Строитель-43». В 2011 году впервые за постперестроечные годы начаты масштабные работы по ремонту фасадов — 7 домов на двух улицах города.

## Транспорт

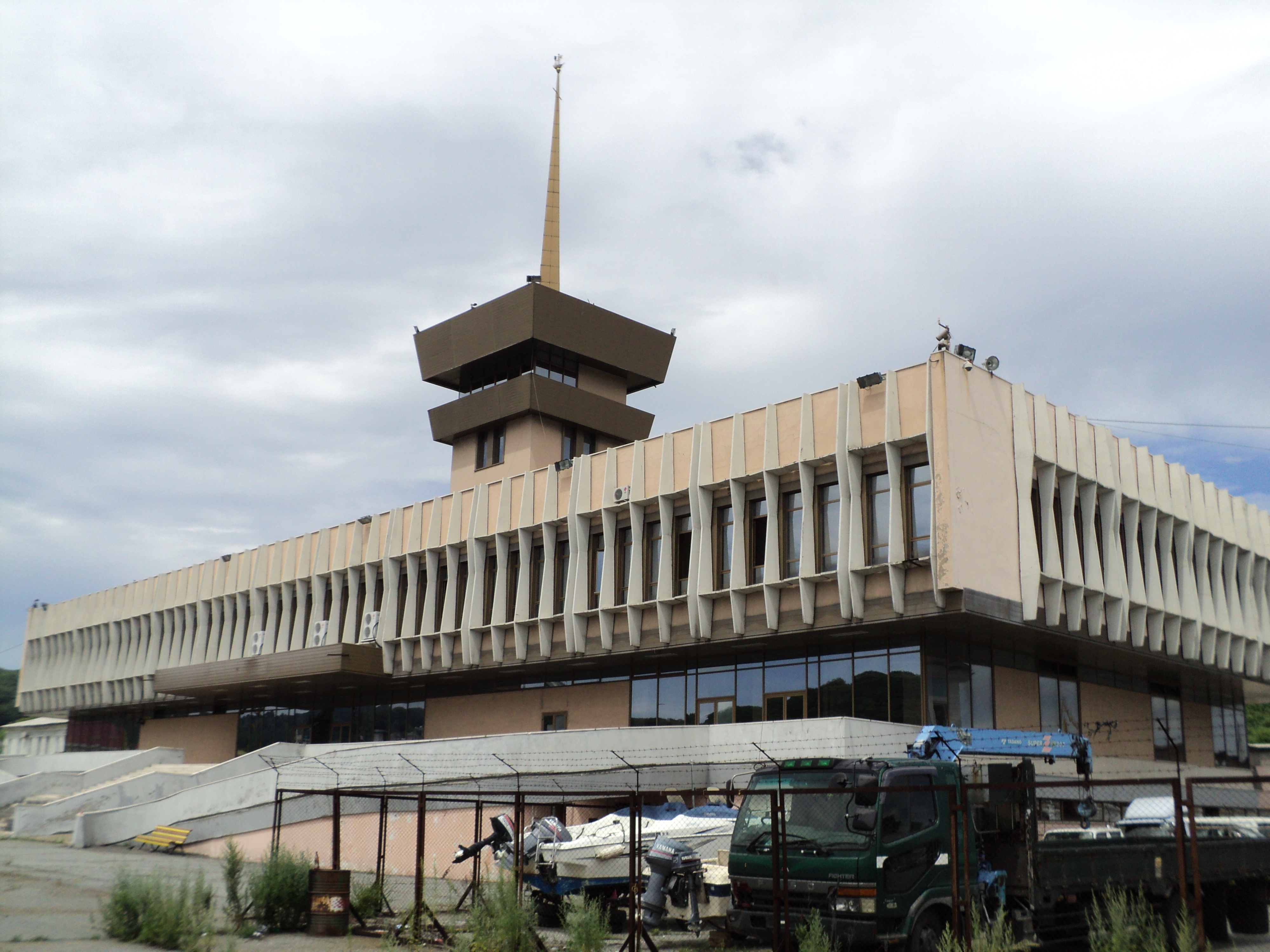
Морской вокзал (недействующий)

Автомобильные магистрали связывают Находку с Владивостоком и восточным Приморьем. Краевая трасса А188 AH6 Угловое — Находка двухполосная, с высокой интенсивностью движения, сплошная разделительная полоса почти на всём протяжении дороги, часто встречаются повороты и знаки ограничения скорости. В сторону Партизанска из города уходит краевая трасса Р447 Находка — Кавалерово. Строительство федеральной трассы «Восток» Хабаровск — Находка заморожено в 2002 году. Строительство автомобильной дороги Владивосток — Находка — порт Восточный в сторону Находки отложено.
Расстояние по автодорогам до ближайших городов составляет: 50 км до Партизанска, 52 км до Фокино, 72 км до Большого Камня, 171 км до Владивостока (по железной дороге — 215 км), 219 км до Уссурийска.
Главная транспортная артерия города вытянулась дугой вдоль залива, наиболее протяжённым участком которой является 11-километровый Находкинский проспект, через который проходит весь общественный транспорт. Параллельно ей с севера на юг проходит объездная дорога длиной 18,5 км, предназначенная для транзитного транспорта. Улицы Находки достаточно узкие; дороги, как правило, не превышают более 2-3 полос; 4 полосы встречается только на 2-х городских магистралях. В часы пик движение по Находкинскому проспекту нередко замедляется, возможны километровые пробки (особенно в случае дорожных происшествий и проведения ремонтных работ)чаще всего в районе Заводской, Автовокзала и Ленинской. В 2007 году в Находке на 1 тысячу жителей приходилось 326 автомобилей. Парк легковых автомобилей города на 90 % состоит из японских иномарок.

### Городской
См. также статью Находкинский автобус
Общественный транспорт представлен автобусами средней вместимости, а также маршрутными такси. В качестве городского транспорта используются также утренние и вечерние электрички, отправляющиеся со станции Мыс Астафьева и в обратном направлении. На 2010 год в городе действует 13 городских и 2 пригородных маршрута. На летний период пускаются дачные и пляжные маршруты. Самый длинный городской маршрут — № 19: он огибает весь город от станции Находка до мыса Астафьева. Автобусный парк города, состоящий из 4-х перевозчиков, насчитывает 178 автобусов. Услуги обычного такси оказывают около 20-ти таксомоторных компаний. Стоимость проезда в такси тарифицируется по времени — на 15 минут, 30 минут и 1 час.

### Междугородный
См. также статью Вокзалы Находки

Карта железнодорожных станций в Находке

В городе имеется 2 железнодорожных вокзала — на станциях Тихоокеанская и Находка. Главная пассажирская станция — Тихоокеанская, станция Находка расположена на северной окраине города и является преимущественно транзитной для пассажирских поездов, следующих до станций Тихоокеанская и Мыс Астафьева. В пределах города расположены также станции: Бархатная, Рыбники, Крабовая, Мыс Астафьева и 7 остановочных пунктов. Электричка повышенной комфортности «Приморочка» на Владивосток отправляется со станции Тихоокеанская утром, время в пути — 4,5 часа. Электричка на Партизанск ходит со станций Тихоокеанская и Мыс Астафьева утром и вечером, время в пути — от 1 часа до 2 часов соответственно. Скорый поезд на Хабаровск ходит со станции Тихоокеанская через день, время в пути — 14,5 часов. Связь с Сибирью и западными регионами России осуществляется через вокзалы Владивостока — станций Владивосток и Угольная.

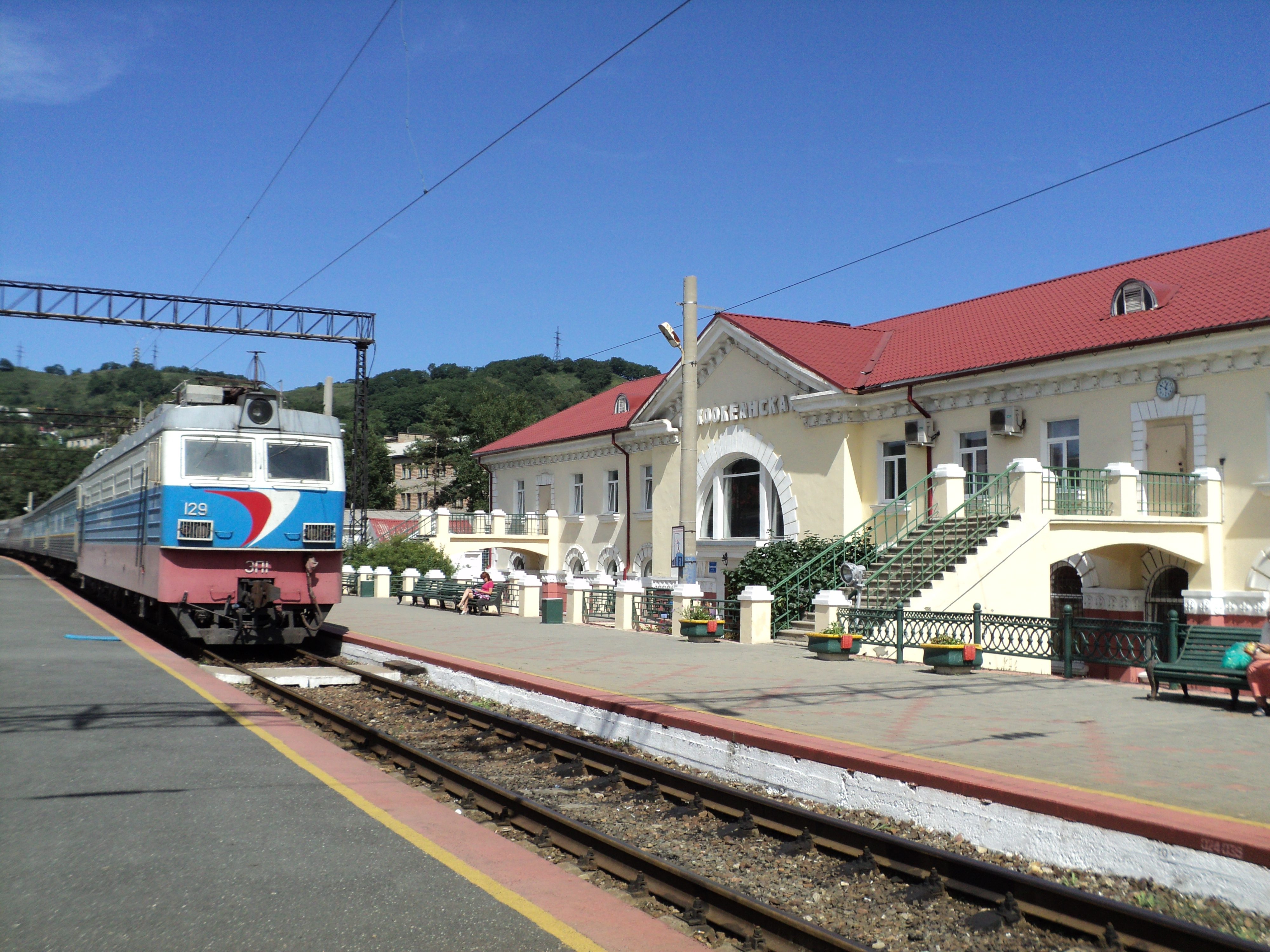
Вокзал станции Тихоокеанская

Автовокзал находится в центральной части города у пляжа рядом со станцией Бархатная. Междугородное автобусное сообщение соединяет Находку с населёнными пунктами восточного Приморья до Дальнегорска, а также Владивостоком (автобусы ходят каждые 40 минут, время в пути 4 часа), Уссурийском, Артёмом, Арсеньевым, Спасск-Дальним.
Ближайший аэропорт — «Владивосток», расположен в 140 км от города (3 часа в пути). В августе 1998 года планировалось открытие аэропорта «Находка» на базе аэродрома двойного базирования «Золотая Долина» в 20 км от города, совершались технические рейсы пассажирских и грузовых самолётов из Хабаровска.
Морской вокзал города не действует с 1998 года. Ранее принимал пассажирские теплоходы, имел прибрежное сообщение с мысом Астафьева и Владивостоком. В 2007 году причалы вокзала были признаны аварийными, их эксплуатация запрещена.

## Образование

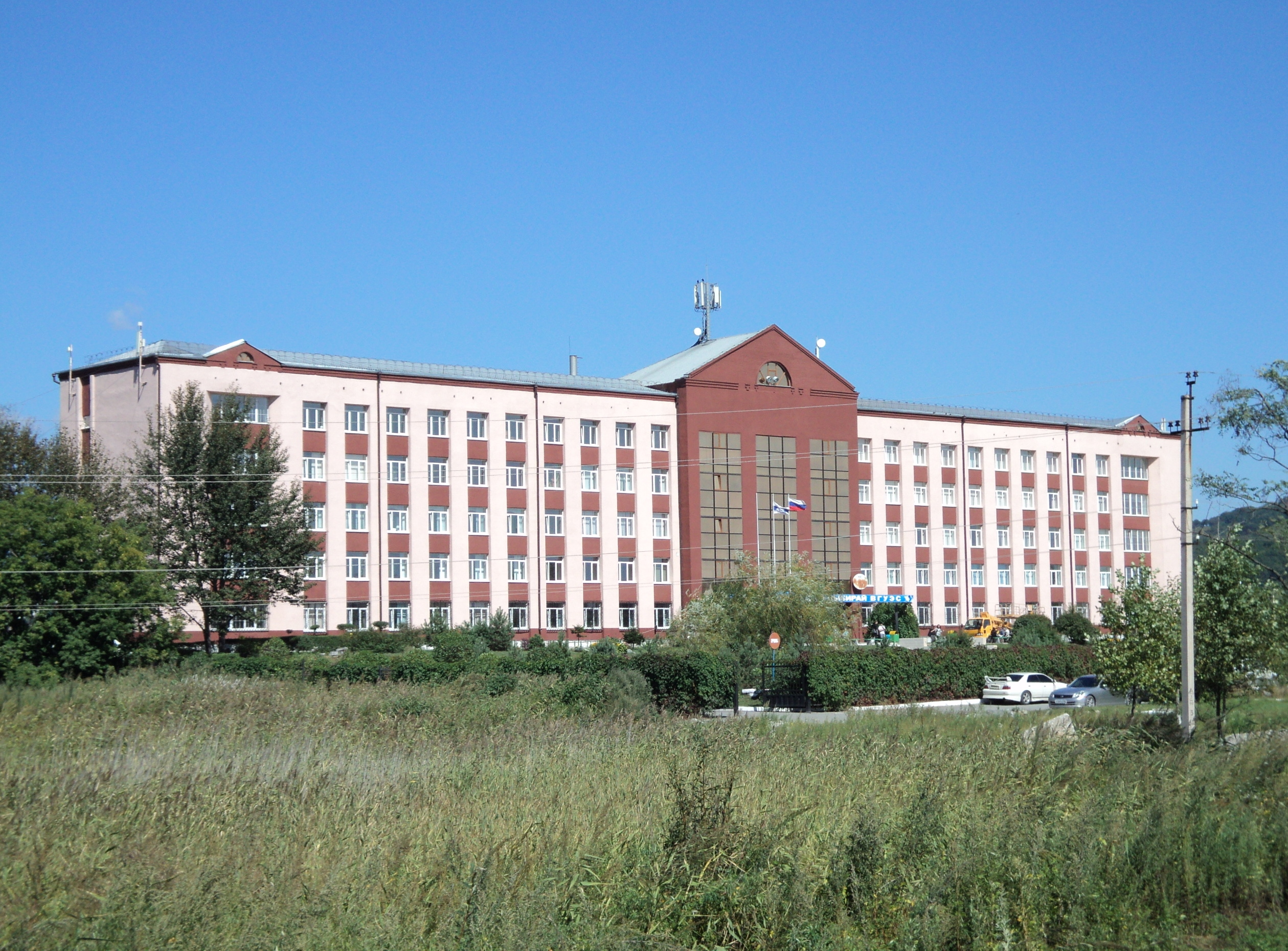
Находкинский филиал ВГУЭС

В Находке действует 7 высших, 7 среднеспециальных учебных заведений, 30 школ, 35 детских садов, а также художественные школы и школы искусств. В 2009 году в ВУЗах города обучались 5079 человек, в СУЗах — 2958 человек.
Имеется несколько среднеспециальных учебных заведений, среди которых также Находкинский музыкальный колледж, Находкинский государственный гуманитарно-политехнический колледж и профессиональное училище № 31.
- Дальневосточное мореходное училище. Основано в 1956 году. Осуществляет обучение по морским специальностям для работы на торговом, нефтеналивном и рыбопромысловом флоте. Выпускником 1968 года был будущий адмирал Тихоокеанского флота 2001—2007 годов — Виктор Фёдоров.
- Находкинская мореходно-техническая школа. Основана в 1943 году. С 1996 года осуществляет курсовую подготовку будущих матросов и мотористов 1 класса, боцманов, механиков-дизелистов маломерных судов, судоводителей, а также по береговым специальностям. Учащиеся — в основном взрослые люди, уже имеющие образование[183].

Действует несколько высших учебных заведений, наиболее крупными из которых являются:
- Находкинский филиал ВГУ. Открыт в 1996 году. Ведёт обучение по 15 программам высшего и среднего профессионального образования, в том числе по экономике с профилем бухгалтерский учёт, анализ и аудит, менеджменту, сервису, туризму, бизнес-информатике, государственному муниципальному управлению, управлению персоналом, дизайну. Профессорско-преподавательский состав насчитывает более 250 человек, большинство из которых имеют учёные степени кандидатов и докторов наук; профессоров. В филиале ВГУЭС обучается более двух тысяч студентов.
- В филиале создана развёрнутая компьютерная сеть. Преподаватели проводят занятия в аудиториях, оборудованных современными компьютерами, имеющими доступ в интернет.
- В процессе обучения используется мультимедийное оборудование, применение которого значительно повышает эффективность обучения. Сегодня студенты имеют уникальную возможность обучаться в филиале и использовать такие же технологии, которые используется преподавателями и студентами ведущих отечественных и зарубежных вузов.

На сегодняшний день в филиале лучший в Находкинском городском округе спортивный комплекс который включает в себя просторный спортивный, тренажёрный и хореографический залы, открытую спортивную площадку, комфортабельные раздевалки с душевыми кабинами, а также теннисный корт. В спортивном комплексе филиала ВГУЭС проходят различные ежегодные спортивные мероприятия на уровне города и края.
Для иногородних студентов в филиале оборудовано общежитие, где предоставлены комфортабельные условия для проживания. Действует также гостиница для преподавателей, приезжающих вести учебные занятия из других городов.
Также представлены филиалы ДВФУ, ДВВИМУ, Дальрыбвтуза, СГУ. В 2010 году наиболее востребованными были профессии строителей, врачей и учителей.

## Здравоохранение
В Находке действует 5 многопрофильных больниц (в том числе 1 детская и 2 федеральных), детская поликлиника, 2 взрослых поликлиники, родильный дом, стоматологическая поликлиника, клинико-диагностический центр, центр медицинской профилактики, филиалы 3 краевых учреждений: психиатрическая больница, наркологический и противотуберкулёзный диспансеры, станция скорой помощи (с 3 подстанциями в Находке, Врангеле, Южно-Морском). Крупнейшее учреждение здравоохранения — Городская больница. Состоит из 7 корпусов и 20 специализированных отделений. В больнице имеется компьютерный томограф, выполняются многие онкологические операции. Имеется около 55 частных клиник, стоматологических и терапевтических кабинетов. Открыт санаторий-профилакторий «Жемчужный» широкого профиля. Действует дом-интернат для престарелых и инвалидов.
Врачей на 2011 год — 729, среднего медицинского персонала — 1351. Коек в больничных учреждениях на 2009 год — 1421. Численность больных, состоящих на медицинском учёте с диагнозом ВИЧ-инфекция — 931, наркомания и токсикомания — 2193, алкоголизм и алкогольные психозы — 1741, расстройства шизофренического спектра — 678, злокачественные новообразования — 1938, активный туберкулёз — 743, астма — 1215, сахарный диабет — 73. Всего инвалидов — 7809 человек. В 2010 году зарегистрирован 101 несчастный случай на производстве, в том числе 2 со смертельным исходом. По итогам 2010 года отмечался рост заболеваемости болезнями эндокринной системы на 28 %, новообразований — на 22 %; уменьшение болезней крови на 24 %, нервной системы и психических расстройств и расстройств поведения — на 17 %.
На 2011 год Находка оставалась лидером Приморского края по числу наркоманов. В 2011 году на учёте состояло 1821 наркозависимый, по оценке местной наркополиции, общее количество наркоманов в городе превышает статистические данные минимум в 5 раз. Среди наркотических средств распространены марихуана и конопля, которые ввозятся из соседнего Партизанского и Лазовского районов, а также героин, опий и синтетические наркотики.

## Спорт

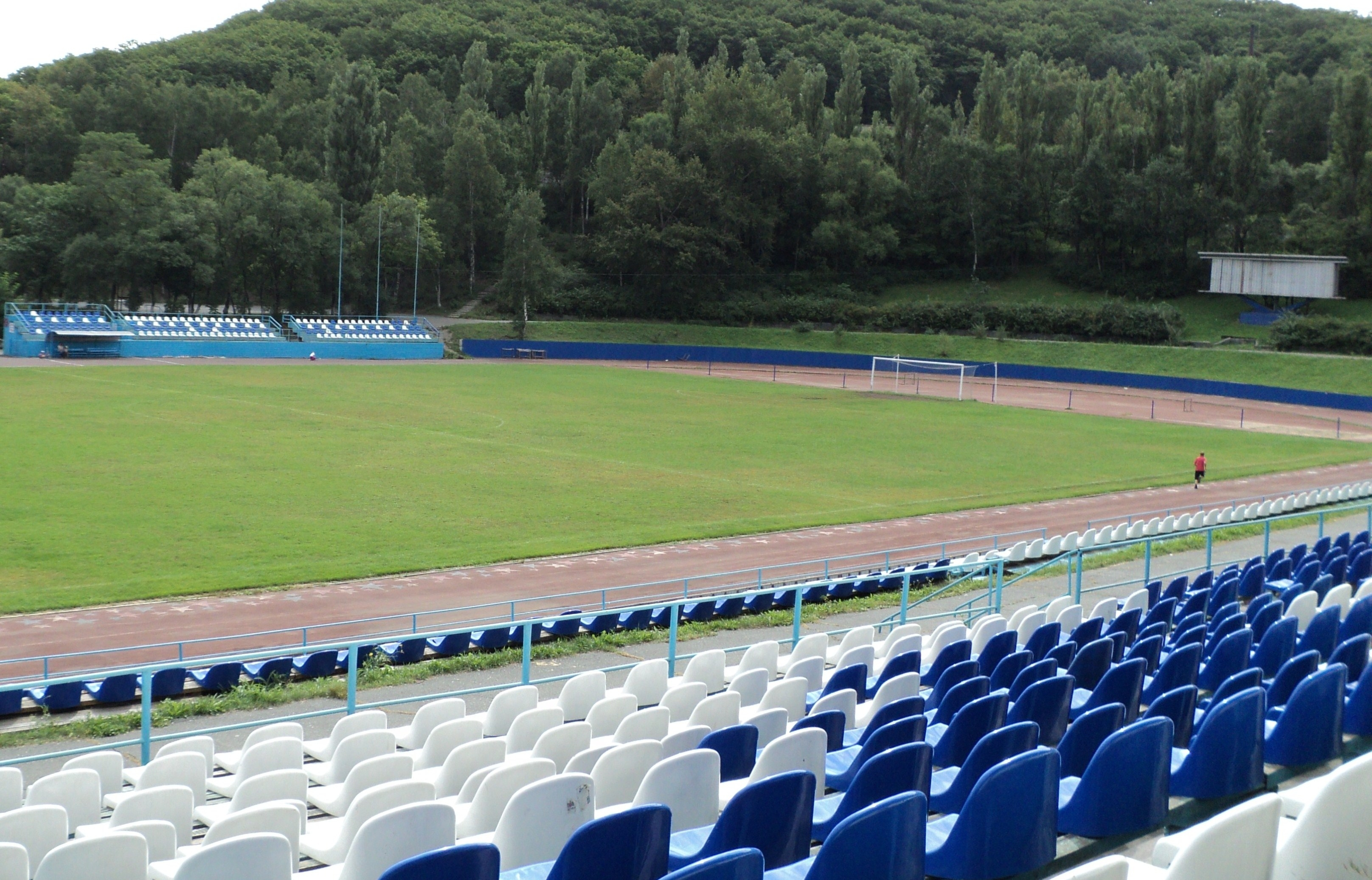
Стадион «Водник»

В городском округе действуют 25 федераций спорта, представлено 50 видов спорта, в том числе бейсбол, гребля, парусный спорт. Физкультурой и спортом, по оценкам властей, занимается около 20 тысяч человек. После закрытия в 2005 году старого плавательного бассейна, который находился в эксплуатации 36 лет, в 2007 году при поддержке краевых властей был открыт новый бассейн. В 2010 году открыты крупнейший на Дальнем Востоке фитнес-центр региональной сети «Мастер Джим», малая хоккейная арена «Дельфин». Действуют боулинг-клуб, конно-спортивный клуб «Тунгус», 2 яхт-клуба. Проводятся соревнования по мотокроссу, парусным гонкам. Известная находкинская спортсменка Мария Яворская (1981 года рождения) стала 8-кратной чемпионкой России по боксу среди женщин, участвовала в чемпионате Европы и чемпионате Мира по боксу; Сергей Спиченков — победитель Кубка Дальнего Востока по бодибилдингу. На улице Ленинской в 2010 году появилась аллея спортивных звёзд.
Футбольная команда мастеров в Находке появилась в 1966 году — с включением городской команды «Рыбак» в союзный дивизион класса «Б». В 1979 году команда получила новое название «Океан», в 1993 году играла в высшей лиге чемпионата России. В 2009 году был сформирован новый состав команды, куда вошли молодые и малоизвестные футболисты. По итогам 2010 года «Океан», заняв последнее место во втором дивизионе зоны «Восток», впервые за свою историю утратил статус профессиональной команды и переведён в Любительскую футбольную лигу. В 2015 году клуб прекратил своё существование. Вновь образован в июле 2018 года, выступает в чемпионате Приморского края по футболу.
Стадион «Водник» на 4 тысячи мест — единственный действующий в городе стадион. В микрорайонах имеются также футбольные поля с искусственным покрытием. Стадион «Приморец» (на 30 тысяч зрителей) используется в качестве крупного торгового комплекса.
В Находке проживает и тренируется многократная чемпионка по кудо и другим видам смешанных единоборств Алина Резепкина.

## Культура и досуг

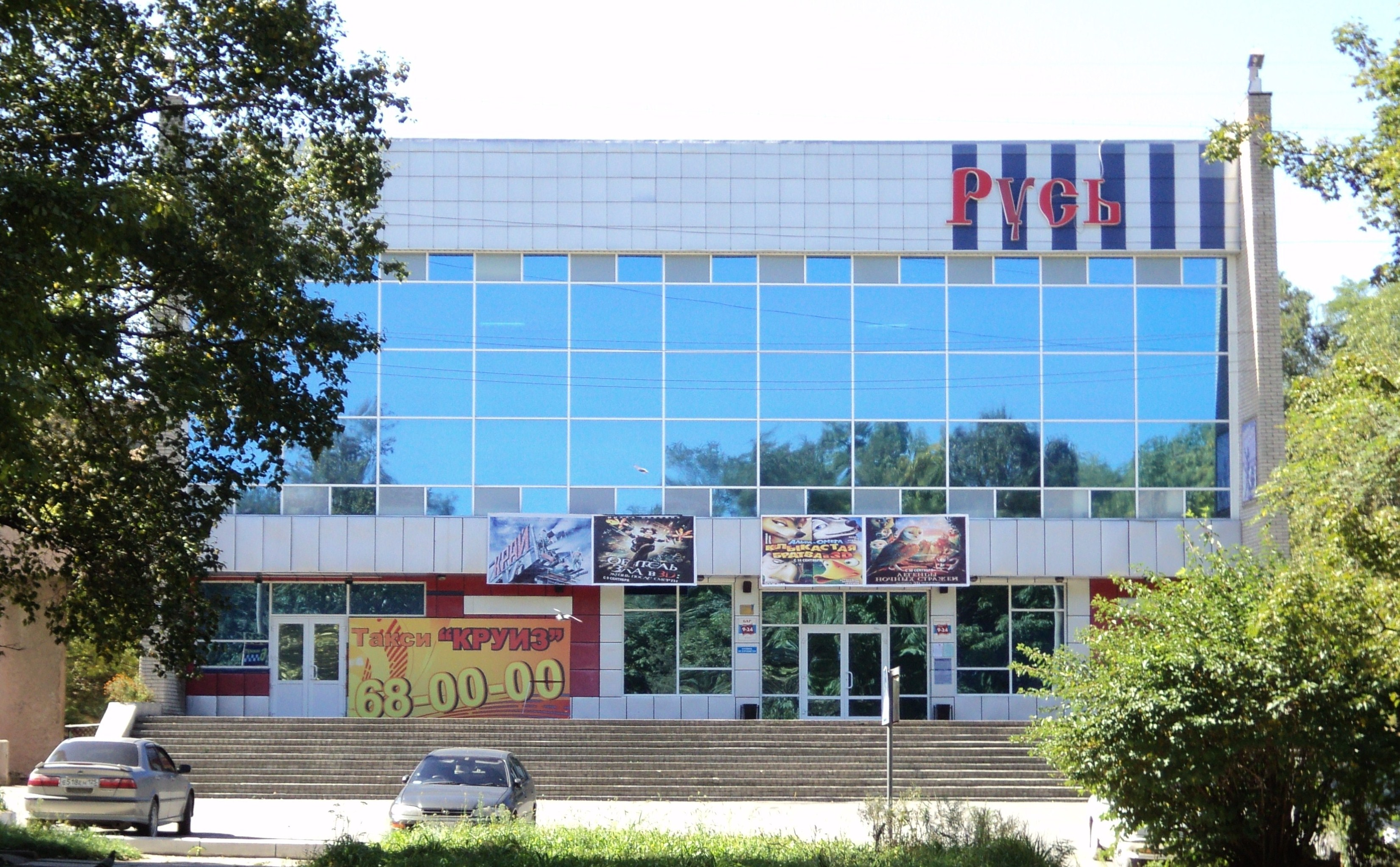
Киноконцертный комплекс «Русь»

В Находке с 1989 года действует театр кукол, который ежегодно посещают до 140 000 детей. Театр принимает участие в фестивалях регионального и международного уровня. Любительский театр «Рампа» был открыт при Муниципальном доме молодёжи в 2005 году (режиссёр Татьяна Тренькина). В репертуаре театра представлена классика и современные пьесы, ежегодно готовится по нескольку премьер. Театр выезжает на театральные фестивали, проводит мастер-классы. В 2010 году молодой театр получил звание народного. При Муниципальном центре культуры действуют любительские театры современной драмы «Аверс» (режиссёр Евгений Соляников) и театр юного зрителя «Сказка» (режиссёр Елена Кваша). Среди кинотеатров: киноконцертный комплекс «Русь» на 580 мест (ныне закрыт), кинотеатр «Буревестник» на 120 мест, кинотеатр «8 Планет» на 831 место.
Музейно-выставочный центр «Находка» состоит из зала истории города и выставочного зала. В 2006 году музеем реализован крупный проект «Палеодеревня» (археологический музей под открытым небом). В 2010 году музей в третий раз стал победителем гранта фонда Потанина в конкурсе «Меняющийся музей в меняющемся мире» с проектом «Музей на роликах». В последние 2 года центр проводит дальневосточные семинары по реализации музейных проектов. Картинная галерея «Вернисаж» площадью 270 метров² проводит выставки художников и фотографов со всего Дальнего Востока.
С 1975 года действует ансамбль спортивного бального танца «Надежда»; сборная команда КВН «Океан» (регулярно выезжает на игры в западные регионы страны); основанный в 1962 году духовой оркестр, цирковая студия, вокальные ансамбли и многие другие коллективы. Литературный клуб «Элегия» насчитывает около 300 членов; проводит регулярные встречи с поэтами, музыкантами, писателями, художниками со всего Дальнего Востока; периодически издаёт книги. Находкинское отделение Союза художников России объединяет 14 членов. В Муниципальном центре культуры (Дом культуры моряков) проводятся концерты звёзд российской эстрады, выступления оперы, балета, спектаклей, различных представлений и шоу. День города отмечается 18 мая театрализованным представлением на стадионе «Водник» и на площади перед Муниципальным центром культуры.
Под Находкой с 1995 года ежегодно 12 июня проходит дальневосточный фестиваль авторской песни «Берег Грина», на который съезжаются барды с Дальнего Востока и других регионов России. С 1988 года нерегулярно проводится международный конкурс по спортивным бальным танцам «Хрустальная туфелька», который собирает сотни танцевальных пар из России и зарубежья.
Библиотечная сеть состоит из 14 библиотек. Краеведческий фонд Центральной библиотечной системы (открыта в 1956 году) насчитывает более 1500 изданий; имеются видеоархив и электронная база данных. В музейном зале библиотеки проходят встречи краеведческого клуба «На улице Сенявина», генеалогического клуба «Находкинский родовед», презентации книг местных авторов. В 2010 году в библиотеках города было зарегистрировано более 260 тысяч посещений, выдано около 1 млн экземпляров книг и электронных носителей. В городском архиве имеются уникальные исторические документы, фото- и видеоматериалы о Находке; регулярно проводятся выставки, посвящённые знаменательным событиям.

### Скверы

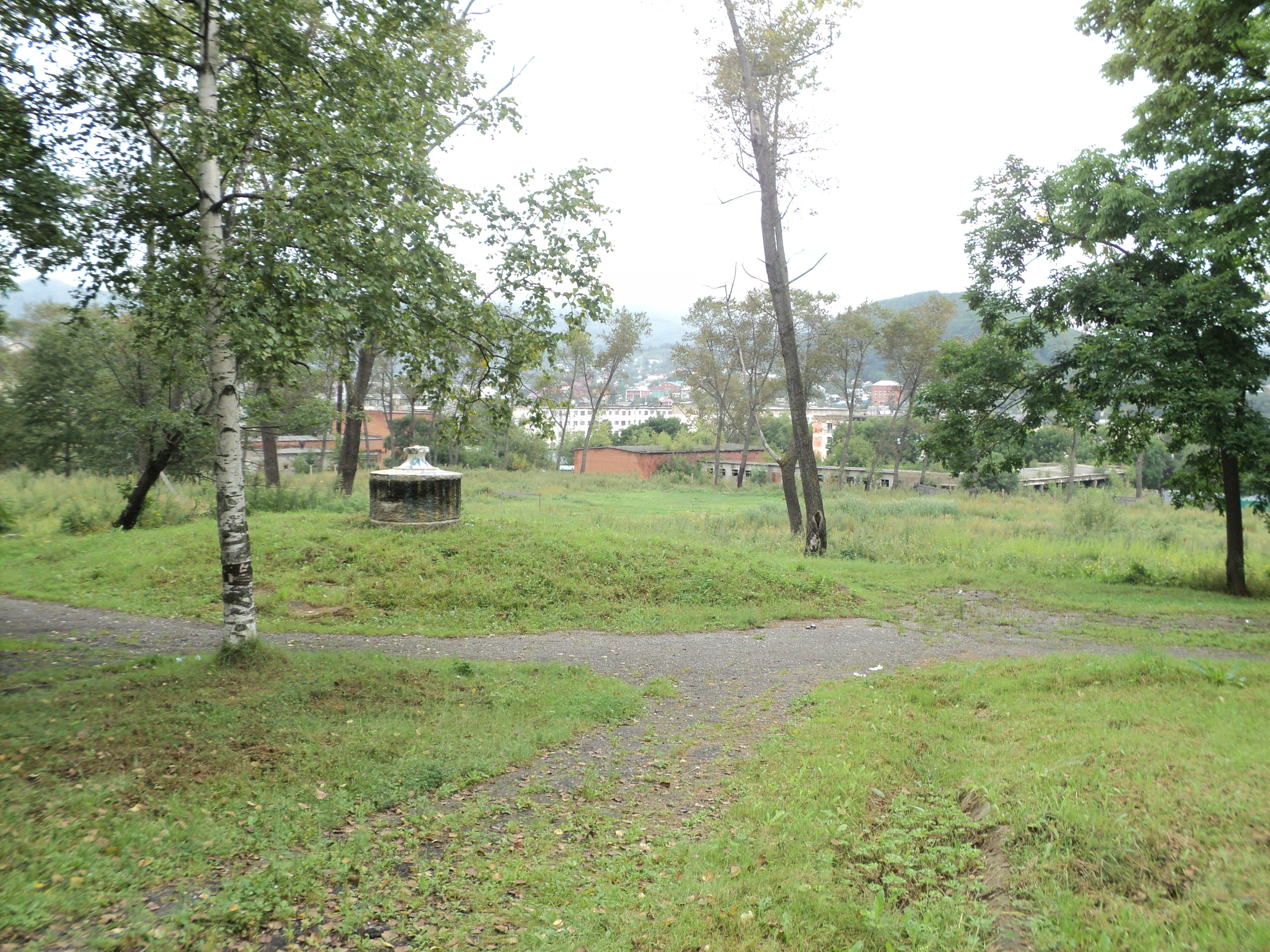
Парк у Дома молодёжи (заброшенный)

Общая площадь зелёных насаждений составляет 6785 га, в том числе городских лесов 6661 га. Озеленение улично-дорожной сети в 2010 году составляло 56 га. Имеется три парковые зоны, крупнейшей из которых является парк в районе бывшего спорткомплекса «Гидрострой» площадью 4,6 га, а также «Городской парк культуры и отдыха» — 4,5 га и берёзовая роща у МЦК — 1,6 га; около 10 скверов, в том числе на Озёрном бульваре площадью 1,5 га, на Тихоокеанской — 0,8 га, на улице Гончарова 0,6 га.
Сквер на улице Гончарова, реконструкция которого проводилась в рамках проекта «Формирование комфортной городской среды», открылся в 2018 году к 100-летию образования пограничных войск России и стал украшением Находки. На территории сквера — облицованный гранитом шестиметровый обелиск пограничникам с площадкой для торжественных мероприятий.
Сквер дружбы России и Армении на Тихоокеанской улице, построенный на средства Армянской общины при поддержке муниципалитета, открылся в конце 2018 года. Сквер, ставший новой достопримечательностью города, украшают хачкар на площадке с видом на море и скульптурная композиция на пригорке из цельной глыбы гранита в виде рукопожатия.
В городском парке культуры и отдыха действовали детские аттракционы и колесо обозрения, зоосад. В парке регулярно проходили праздничные мероприятия. Ныне парк заброшен, но производится его реставрация.
Площадь цветников города в 2011 году составила 8 тысяч м². В оформлении мест общего пользования применяются композиции вертикального озеленения, мобильные вазоны, многоярусные цветники, ночная подсветка. Расходы на озеленение городского округа в 2010 году составили 19,1 млн рублей. Было высажено 200 тысяч цветов (для сравнения, в 102-тысячном Артёме в 2011 году запланировано к высадке 219 тысяч цветов), 10,5 тысяч саженцев кедра, создано 6 км² газонов, обрезано 3 тысячи деревьев, спилено 305 аварийных деревьев. Работы по озеленению улиц осуществляет компания «Зелёное хозяйство», имеющее дипломы I и II степеней за участие во Всероссийском конкурсе на лучшее предприятие, организацию в сфере ЖКХ, а в 2011 году впервые удостоенное дипломом высшей степени.

### Религия
Религиозные объединения города представлены несколькими течениями христианства и исламом. Первая христианская община была образована пятидесятниками — переселенцами из Казахстана, Красноярского и Алтайского краёв в 1957 году. Они образуют район компактного проживания на Пади Ободной, имеют молитвенный дом. В 1960-80-е годы подвергались гонениям: лишениям родительских прав, избиениям, увольнениям с работы, задержаниям органами МВД. В 1970-е годы возникло объединение иеговистов в районе Пади Ободной. К 1960-м годам относится появление общины евангельских христиан-баптистов, зарегистрированной городскими властями в 1966 году. Баптисты имеют молитвенный дом.
Первая православная церковь Рождества Христова построена в 1988 году по ходатайству верующих. В 2003 году открыта православная часовня Святого Пантелеймона. В 2004 году на Жестянобаночной фабрике открыта часовня святителя Николая Чудотворца, в которой совершаются обряды крещения, венчания и отпевания. На сопке Тобольской заканчивается возведение храма Казанской иконы Божьей Матери — самого крупного в крае: его высота составит 43 метра, вместимость — 1800 человек. Летом 2011 года решением Синода РПЦ в границах Находки, Фокина и Партизанского, Лазовского, Шкотовского районов образована Находкинская епархия во главе с епископом Находкинским и Преображенским Николаем Дутка. Имеются объединения мормонов и адвентистов седьмого дня, евангельская и пресвитерианская церкви. В 2006 году открыта первая в Приморском крае мечеть.

### Город в искусстве
Находка, твоими глазами Россия глядит в океан!
Находка как пересыльный пункт упоминается в произведении А. Солженицына «Архипелаг ГУЛАГ». В повести Н. Евдокимова о пятидесятниках «Грешница» (1961) упоминается имеющее реальный прообраз пророчество некоего Николая в Сибири: «Скоро всколыхнётся океан-море, поднимет ковчег господний, и поплывёт он к нашим берегам. Нужно ждать там ковчег, у города Находка, он примет все покаявшиеся души и увезёт в царство небесное для вечного блаженства». Стихотворение городу в 1970 году посвятил поэт Р. Рождественский.
В порту Находки проходили съёмки художественного фильма «Пути́на» (1971) режиссёра Э. Гаврилова. В августе 1977 года о городе снимался чехословацкий фильм «Ворота, открытые в океан». Летом 2009 года снимались фрагменты художественного фильма «Гром ярости».
Ленинградский художник, родом из Приморья, Пен Варлен (1916—1990) в 1960-е гг. написал ряд картин, в которых изобразил находкинский ландшафт: «Находка», «Дорога в Находку», «У Находки» и другие. Последние два десятилетия городскому пейзажу посвятил свои работы находкинский художник Виталий Лаханский. Академик Пражской академии художеств Ян Гонза Маха во время пребывания в Находке в 1967 году сделал около 50 графических работ города и его окрестностей. Из музыкальных произведений, посвящённых городу, наибольшей известностью среди находкинцев пользуется песня Михаила Щербакова «Находкинский проспект».

## Архитектура

### Памятники
На территории Находки зарегистрировано 7 объектов культурного наследия регионального значения:

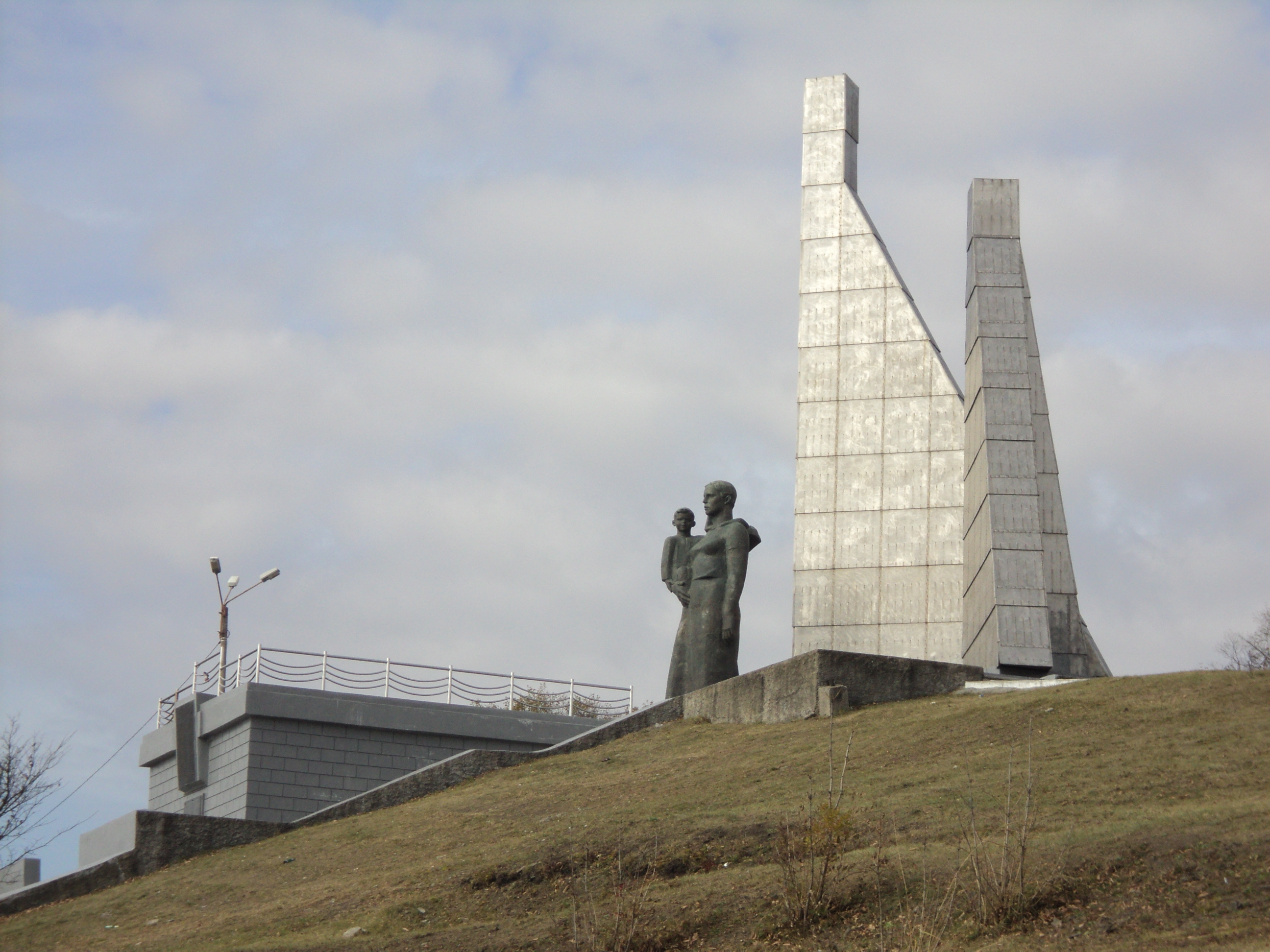
Мемориал «Скорбящая мать»

- Артиллерийская батарея № 905. Памятник береговой обороны для защиты заливов Находка и Восток, 1935 года постройки. Расположена на лесной зоне в 1 км северо-восточнее бухты Тунгус. Включает 4 бетонных орудийных блока, бетонный блок силовой станции, бетонный командно-дальномерный пункт, подземную коммуникационную потерну, 6 подземных коммуникационных колодцев. На батарее несли постоянную службу солдаты Сучанского сектора береговой обороны до закрытия объекта на консервацию в конце 1950-х годов. Артиллерийская установка в 1990-е годы была разобрана на металлолом.
- Памятник Победы в Великой Отечественной войне 1941—1945 годов. Установлен по проекту В. А. Фаустова на Находкинском проспекте у видовой площадки в 1985 году в память о 544-х жителях города и окрестных сёл, погибших в войне. Мемориальный комплекс представлен центральной стелой из трёх металлических пилонов, облицованных мраморной плиткой, монумент венчают пластины с прорезанной в них пятиконечной звездой. У подножия комплекса горит Вечный огонь, установленный по плану «Приморгражданпроекта»[226].
- Мемориал-памятник членам экипажа СРТМ «Бокситогорск», погибшего в 1965 году. Известен как «Скорбящая мать». Установлен на сопке Лебединой в 1972 году по проекту архитектора Ремизова, скульптор Иконников. Представляет собой скульптуру женщины с ребёнком на руках, выполненную из бронзы, высотою 7 метров обращена к заливу Находка. Позади скульптуры находятся 2 металлических пилона в форме раскрытых парусов.
- Мемориал памяти экипажу танкера «Баскунчак», погибшему в сентябре 1976 года. Установлен на старом городском кладбище.
- Камень дружбы породнённых городов Находка — Майдзуру. Камень, привезённый из японского города Майдзуру, был установлен на Находкинском проспекте с видом на залив Находка в 1978 году, автор Владимир Белов.
- Памятник погибшим партизанам в 1918—1922 годы. Посвящён событиям Гражданской войны и интервенции. Установлен на площади Красных партизан в 1967 году. В 1976 году был полностью перестроен по проекту Владимира Белова. В 2013 году сквер площадью 2000 м² перед памятником заасфальтирован под автостоянку[227].
- Стела Совершеннолетия. Посвящёна преобразованию рабочего посёлка в город в 1950 году. Установлена на площади Совершеннолетия в 1968 году. Лицевая грань представлена барельефом с изображением корабля, боковые грани изображают рыбаков и первостроителей города.

Среди прочих монументальных сооружений: японский сад «Сад камней», установленный в 1983 году и посвящённый побратимским отношениями Находки с Цуругой; «Два якоря» на улице Ленинской, установленные в 1958 году в честь 100-летнего юбилея открытия бухты Находка и преобразованию рабочего посёлка в город. Среди утраченных: шхуна «Надежда», воплощавшая собой архитектурный символ города; фонтаны на улице Ленинской, демонтированные в начале 2000-х годов; панно из мозаики на автобусной остановке Тихоокеанская, снесённое в 2008 году.

### Планировка и застройка
На 2009 год в Находке было зарегистрировано 250 улиц, 3 проспекта, 3 бульвара и 15 переулков. Город имеет полосовидную планировочную структуру, сложившуюся в условиях ограниченного природного пространства между морским побережьем и сопками. Внутреннее деление на районы отсутствует; административно в Находке выделяется 2 микрорайона — «посёлок Врангель» и «посёлок Ливадия» (до 2004 года были посёлками городского типа, находившимися в подчинении администрации города Находки). Эти микрорайоны расположены на значительном удалении от остального города и отделены территорией Партизанского района. Территория остального города условно делится на три планировочных района: северный, центральный и южный. Среди районов: Северный и Южный микрорайоны, Мыс Астафьева, 1-й, 2-й, 3-й участки, «Находка», «Болото» и другие. Районы южной части города разделены друг от друга зелёными сопками, северная часть представлена сплошной застройкой с обширным частным сектором. Значительная часть застройки на юге расположена на грунтовых террасах сопок с крутизной 10—30 %. Жилую застройку планируется развивать в районах озёр Солёное и Лебяжье на севере, прибрежных зонах озера Рица, районах бухт Козмино и Подосёнова на юге.
Масштабное строительство в Находке началось в 1930-е годы при возведении порта. В 1950—1960-е годы улицы застраивались характерными «сталинками». В 1960—1970-е годы город застраивался 5-этажными кирпичными домами. С запуском домостроительных комбинатов в 1970-е годы началось массовое строительство типовых панельных 5-этажек; появились новые районы: Южный и Северный микрорайоны, Мыс Астафьева и другие. В 1986 году Находка стала первым дальневосточным городом, где появился молодёжный жилищный комплекс. Постановлением Совета министров СССР № 467 от 3 июня 1977 года предусматривалось возведение на берегах озера Солёного городского парка и стадиона на 25 тысяч зрителей, запуск троллейбусной линии «станция Находка — Стадион» протяжённостью 15 км, строительство драматического театра на сопке Тобольской, массовое возведение 9-этажных жилых домов. Численность населения Находки должна была достичь не менее 350 тысяч жителей.
В территориальном планировании Приморского края Находка занимает место города-спутника Большого Владивостока, формирующегося на юге края. Предполагается сохранение и усиление узкой специализации города по перевалке грузов и нефтепереработке. Перспектива агломеративных связей Находки и Владивостока в 2007 году была подвергнута сомнению директором региональной программы Независимого института социальной политики Н. Зубаревич: «На грани фантастического балансирует проект агломерации Владивостока с Находкой и Уссурийском, до которых „всего лишь“ 100—150 км по безлюдным автодорогам депопулирующего края».
Городские леса занимают значительные площади на возвышенностях. Портовые зоны, отделённые от основной части города железной дорогой, образованы терминалами портов Находка и Восточный в бухтах Находка, Врангеля и Гайдамак; производственные зоны — Северным промышленным узлом, складские — прибрежной зоной районов Автобазы и Углебазы. На 1 января 2000 года площадь незастроенных земель в пределах границ города составила 81,0 %. В январе 2011 года земли города отнесены к пограничным территориям края, где действует запрет на их приобретение в собственность иностранными гражданами.

Основные улицы
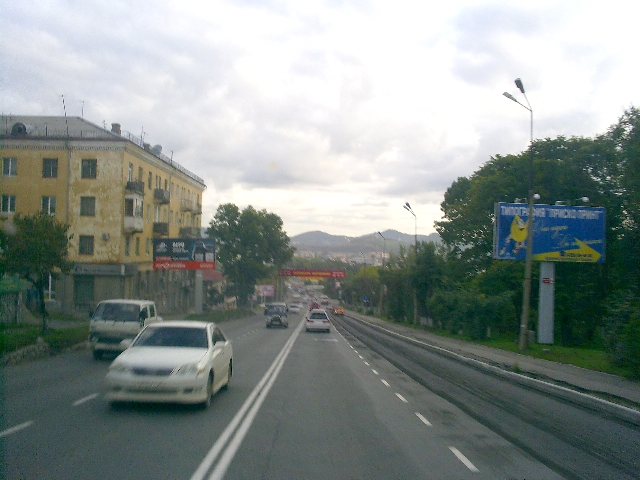
Находкинский проспект
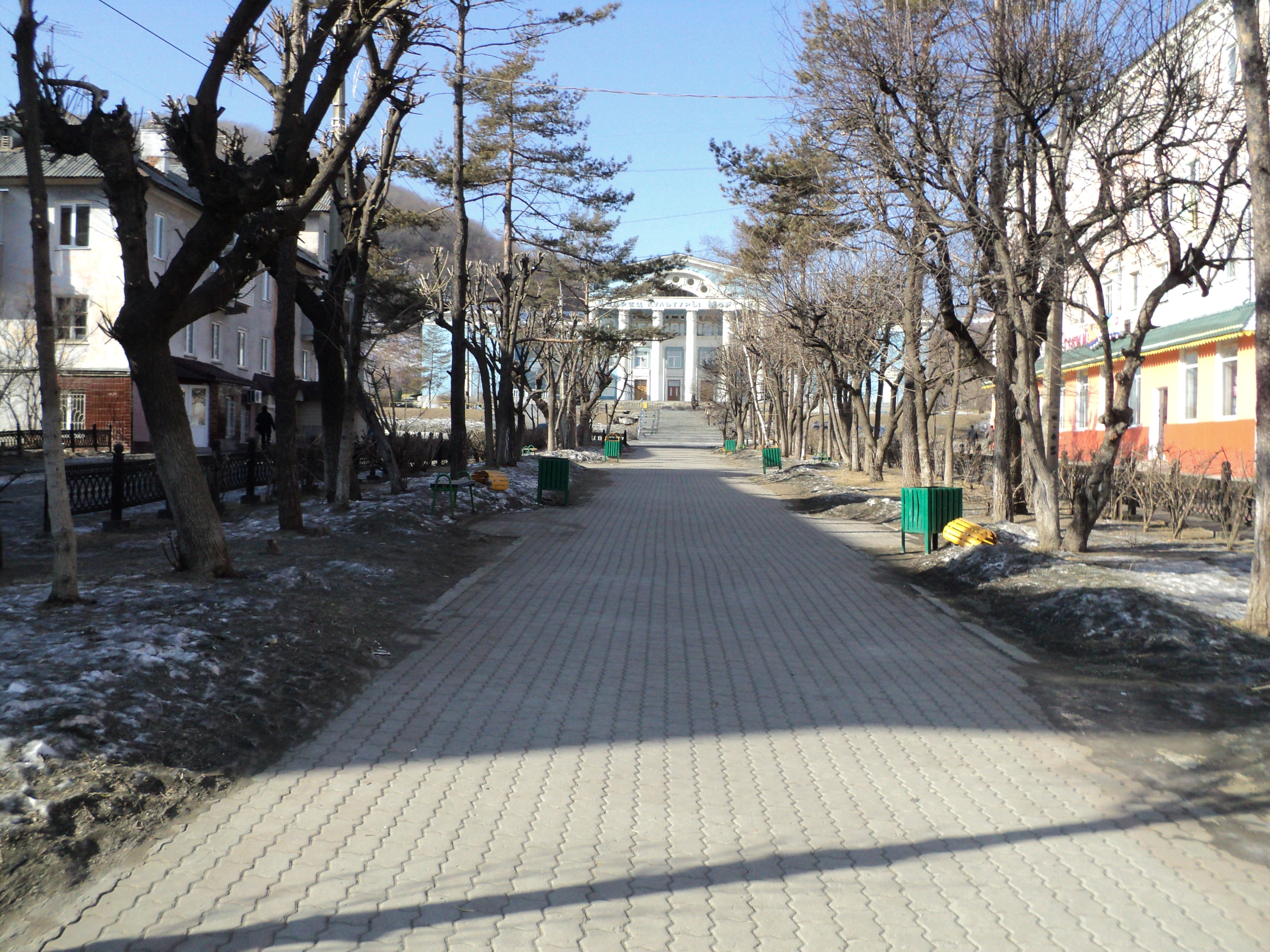
Улица Ленинская
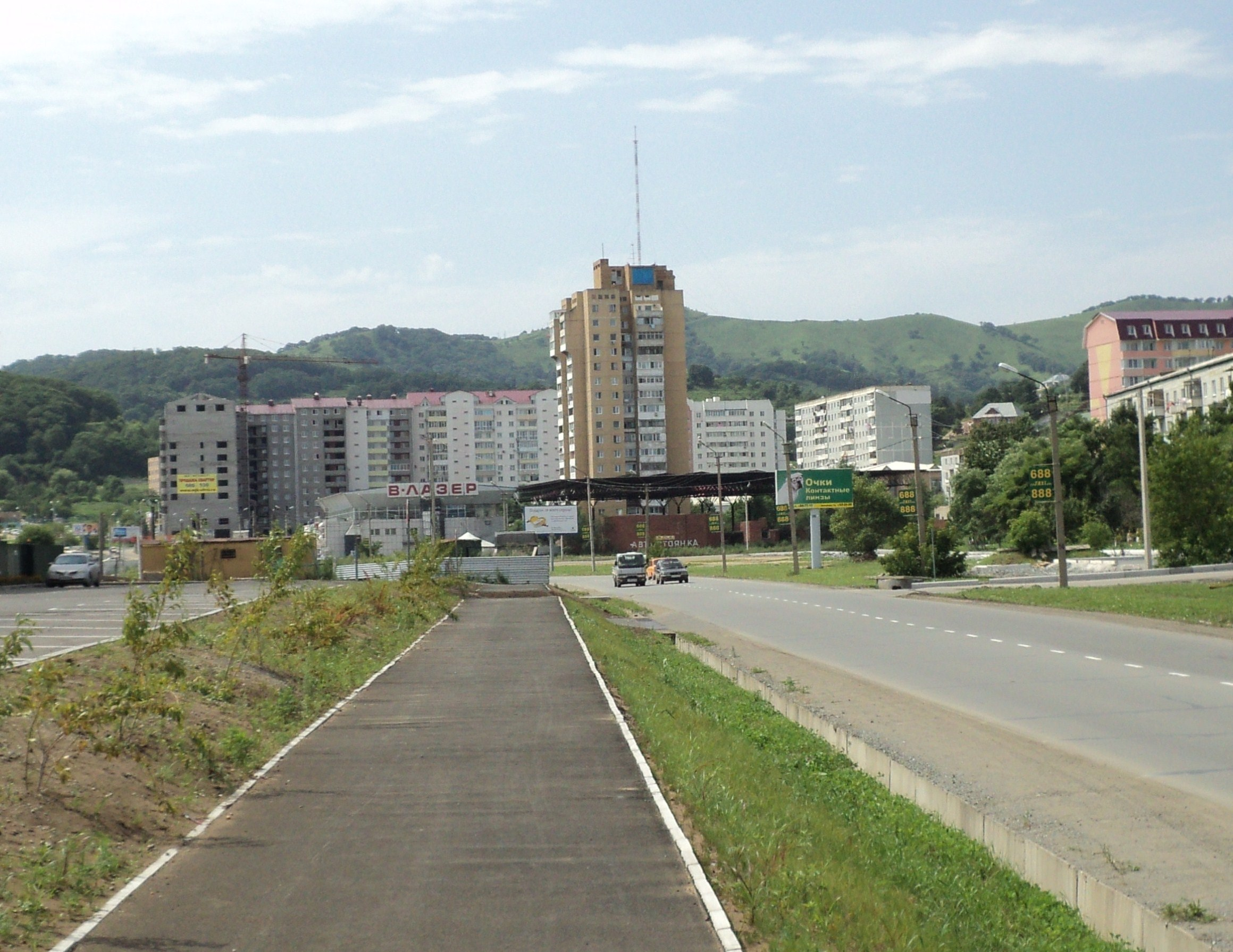
Проспект Мира
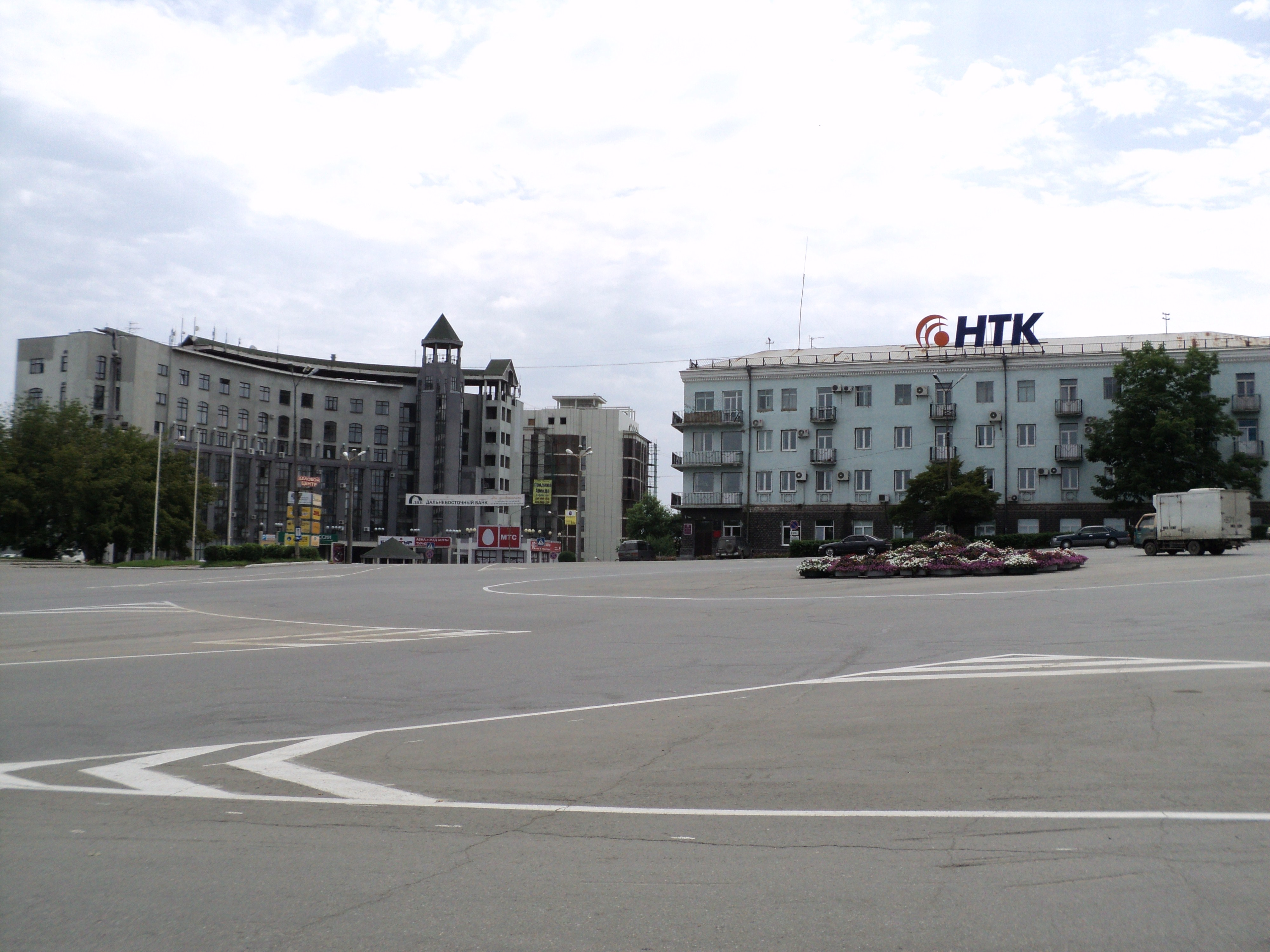
Центральная площадь

## Международные отношения
Находка стала участником Всемирной федерации породнённых городов в 1961 году, подписав первый в истории российско-японских отношений договор о дружбе и сотрудничестве. Город поддерживает международные отношения с 7 городами-побратимами и 1 провинцией. До 1992 года Находка была единственным городом и портом на российском Дальнем Востоке, открытым для посещения иностранцами; центром международного общения. Город ежегодно посещало от 100 до 150 тысяч туристов со всех концов мира, до 40 официальных иностранных делегаций. До 1991 года здесь размещались генеральные консульства Японии и Вьетнама, до 2016 года — консульство КНДР, до 1993 года — представительство МИД России. В 2006 году Находка присоединилась к Евро-азиатскому региональному отделению ОГМВ.
Города-побратимы:

Стела городам-побратимам Находки

- Майдзуру, Япония, с 1961 года
- Отару, Япония, с 1966 года
- Цуруга, Япония, с 1982 года[239]
- Окленд, США, с 1975 года
- Беллингхем, США, с 1975 года
- Гирин, КНР, с 1991 года
- Тонхэ, Республика Корея, с 1991 года

Другие виды сотрудничества:
- Таиланд, договор о дружбе и сотрудничестве с провинцией Пхукет, с 2006 года